# Sundsvall
För andra betydelser, se Sundsvall (olika betydelser).
Sundsvall (uttal [²sɵn(d)sˌvalː] ( lyssna); sydsamiska Sjädtavallie) är en tätort som är centralort i Sundsvalls kommun. SCB avgränsade Sundsvall som en separat tätort till 2023 då den klassades som sammanväxt med Timrå och då av SCB gavs namnet Sundsvall-Timrå.

## Namn
Sundsvall uppkallades i 1621 års privilegiebrev efter den tidigare öppna betesmark (vall), söder om Selångersån, som tillhörde bland annat byn Sund, en by med fyra bönder nordväst om ån vid Åkroken där Mittuniversitetet idag ligger. Här hade ån tidigare smalnat av till ett sund strax innan den mynnade ut i Sundsvallsfjärdens dåvarande läge.

## Historia

### Förhistoria
Staden anlades 1621 på tidigare obebyggd betesvall  tillhörande byarna Sund, Köpstaden och Åkersvik, kända från 1571. Spår av bebyggelse på platsen har daterats till tidigt 1600-tal.
Närområdet var sedan förhistorisk tid en rik bygd. En kilometer väster om stadens ursprungliga plats återfinnes Norrlands största järnåldersgravfält, Högoms gravfält, i Högom, från 400–550 e.Kr. Där har rika gravfynd tolkats som att en gård bedrev omfattande handel med jämtländskt järn för vidare transport främst till Upplandsregionen. Den så kallade högomsmannen begravdes där och anses ha varit en hövding eller småkung som (utifrån geografisk närhet mellan högstatusfynd) kan ha regerat ett småkungarike mellan dagens Örnsköldsvik, Sandviken och Östersund.
Fyra kilometer väster om staden låg dåvarande fogderesidenset och medeltida kungsgården Kungsnäs, invid Selångers gamla kyrka och Medelpads enda utskeppningshamn, kallad Sankt Olofs hamn. Namnet hade hamnen fått då den betydelsefulla handels- och pilgrimsvägen Sankt Olofsleden utgick från Selånger mot Nidaros (Trondheim), och då Olof den helige enligt sägnen landsteg här år 1030 på sin väg mot Norge för att försöka återta kungakronan, något som slutade med att han stupade vid Slaget vid Stiklestad. Hamnen låg vid vad som varit en havsvik som genom århundraden av landhöjning försvunnit och numera utgör Selångersån från Selångersfjärden till havet och Sundsvallsfjärden. Vid 1519 års landsting utnämndes hamnen till fri köphamn med en unik hänvisning till stadslagen, något som enligt medeltidshistorikern Nils Blomkvist var en märklig regional viljeyttring som förebådade Sundsvalls stads grundande i samma socken 102 år senare.
På sydsidan av Sankt Olovs hamns inseglingsränna, vid dagens Nacksta industriområde, låg hemmanet Köpstaden sedan åtminstone 1571, och där hade tidigare en marknadsplats funnits. Denna "köpstad" tycktes emellertid inte ha utmärkt sig genom någon livligare köpenskap. Köpstaden kallades av lokalbefolkningen för "Sundz stadh" därför att hemmanet tidigare hade tillhört byn Sund.

### Selångers maktcentrum flyttas till Åkroken

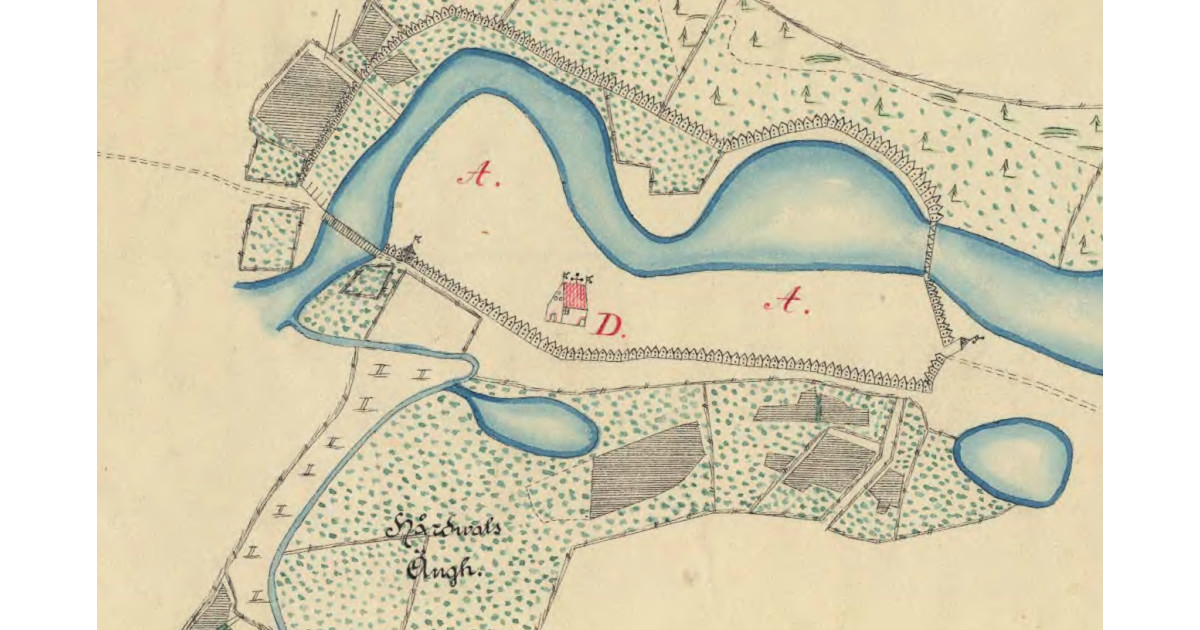
Karta över Sundsvalls ursprungliga placering vid Åkroken, med stadsmur och kyrka (Olof Träsk 1642).

Sundsvalls stad fick sin ursprungliga placering vid Selångersåns dåvarande mynning i Bottenhavet (vid dagens Åkroken vid Västermalm) därför att landhöjningen hade gjort inseglingsrännan till Medelpads dåvarande centralort och hamn vid Kungsnäs för trång. Hamnen, liksom kungsgården, förlorade sin dominerande funktion i samband med stadens grundande. Vidare mötte Selångersfjärden här den sydliga Norrstigen (landsväg längs Bottenhavets kust), den västliga handels- och pilgrimsvägen mot Nidaros samt en lättframkomlig landförbindelse mellan havet och Ljungan, förbi Viforsen.
Sundsvall ingick i en våg av sex norrländska kuststäder (och fler därtill på den finska sidan av Bottenhavet) som grundades åren 1620–1622, som en konsekvens av en resa genomförd av riksrådet Johan Skytte runt Bottenhavet år 1619. Staden var, liksom den 40 år tidigare anlagda sjöfartsstaden Härnösand, ett led i den svenska statens kontrollpolitik. De tillkom i en merkantilistisk anda för att öka exporten, förbättra infrastrukturen och stärka kronans ställning kring Bottenhavet.
En av flera anledningar till att en stad grundades var att under Gustaf II Adolfs styre beslutades att alla rörsmeder på landsbygden skulle flytta till närmaste stad. Då detta skulle innebära en förlust av smeder från Medelpad som då saknade städer, bad man kungen att få anlägga en stad.. Kungen var välvilligt inställd till nya städer, men då han inte hade möjlighet att utfärda stadsprivilegierna före sin avresa till kriget mot Ryssland i Livland, befallde han riksrådet att utfärda interimsprivilegier som skulle gälla till hans återkomst, något som verkställdes den 23 augusti 1621 då ett interimsbrev med stadsprivilegier undertecknades av fyra statsråd.
Under sin återresa till Stockholm reste kungen runt Bottniska viken och gjorde då ett uppehåll i Sundsvall för att få en bild av läget i den nya staden. Efter återkomsten till Stockholm gjordes privilegiebrevet klart och skrevs slutligen under den 15 april 1624 med betydligt fler förmåner än tidigare.
Kort efter stadens grundande lät kronan bygga ett gevärsfaktori och en kronobod där natura-skatten förvarades. Vapenfaktoriet placerades så att det fick vattenkraft där Sidsjöbäcken mynnade ut i Selångersån, och gav sysselsättning till de inflyttade smederna. Här tillverkades pistoler, musköter och spetsiga vapen. Verksamheten lades ganska snart ned och överfördes till Söderhamns gevärsfaktori. Kronoboden låg ungefär där hotell Knaust ligger, det vill säga öster om den dåvarande staden, på den plats dit staden senare flyttades. En kyrka byggdes på krönet av kullen där Väderkvarnsbacken idag ligger och ett staket byggdes som tullmur runt staden.
Utöver byarna Sund, Köpstaden och Åkersvik kom staden att innefatta ödehemmanet Täfte, ön Brämön i Njurunda socken, med tillhörande fiskerätt och fiskehamn samt fiskehamnarna Röhamn (Röhampn), Rödviken i Tynderö socken och Lörudden (Löderudden) i Njurunda socken Genom dessa fiskelägen fick man första tiden arrenden från Gävlefiskarna (som tidigare haft fiskerättigheterna), och en näringsgren som kom att prägla staden ytterligare en tid.
Kungens beslut att ge stadsprivilegier var inte alltid uppskattat i de angränsande socknarna, och resulterade i tvister. Handel fick inte ske utanför städer, så hantverkare och handlande tvingades att bosätta sig i de nya städerna. Bönderna i Njurunda socken var förbjudna av kungen att fiska vid det till Sundsvalls stad, och dessförinnan till Gävlefiskarna, donerade fiskegrundet Lörudden, varpå de klagade hos kungen mot Sundsvalls stads arrendering av Lörudden.
Den första stadsplanen för Sundsvall gjordes troligen av Olof Bure år 1642 (år 1623 enligt en mindre sannolik uppgift), och var en kombination av ett enkelt oregelbundet rutnätsparti i västra delen av staden, och en långgatsplan längs med Selångersån. Huvudgatan motsvarade västra delen av dagens Storgatan. Torget förlades till nuvarande Åkroken.

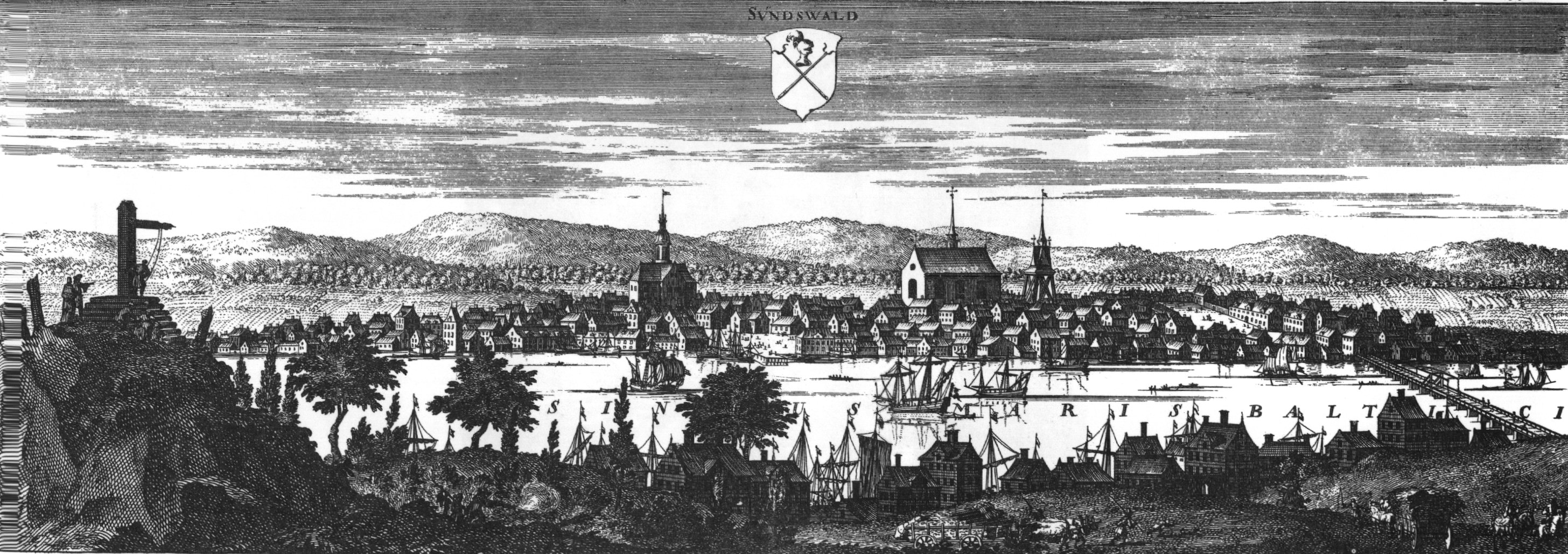
Sundsvall efter drottning Kristinas flytt av staden (1690–1710), ur Erik Dahlberghs verk Suecia antiqua et hodierna.

### Från fiskarsamhälle till sågverksmetropol
Under de första decennierna efter stadens grundande fanns endast några tiotal hushåll i staden, mestadels borgare och fiskare.
Redan 1648 beslutade drottning Kristina att staden skulle flyttas en dryg kilometer österut till den plats där stenstaden ligger idag, för att staden skulle få en bättre hamn. Nicodemus Tessin d.ä. ritade en ny stadsplan med ett rätvinkligt rutmönster. Kyrkan byggdes i trä och placerades där stadshuset ligger idag.

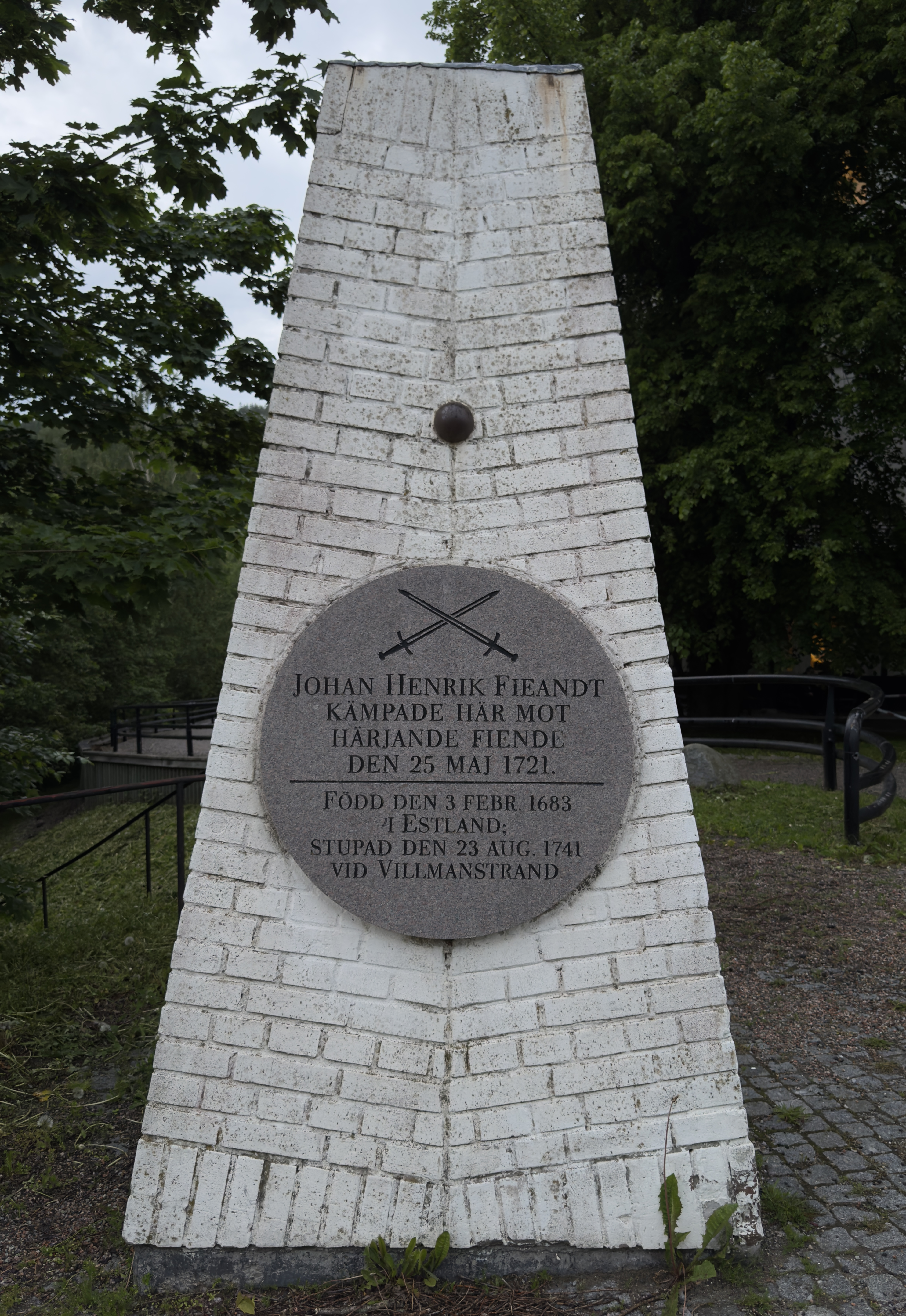
Minnesmärke efter Slaget vid Selånger 1721.

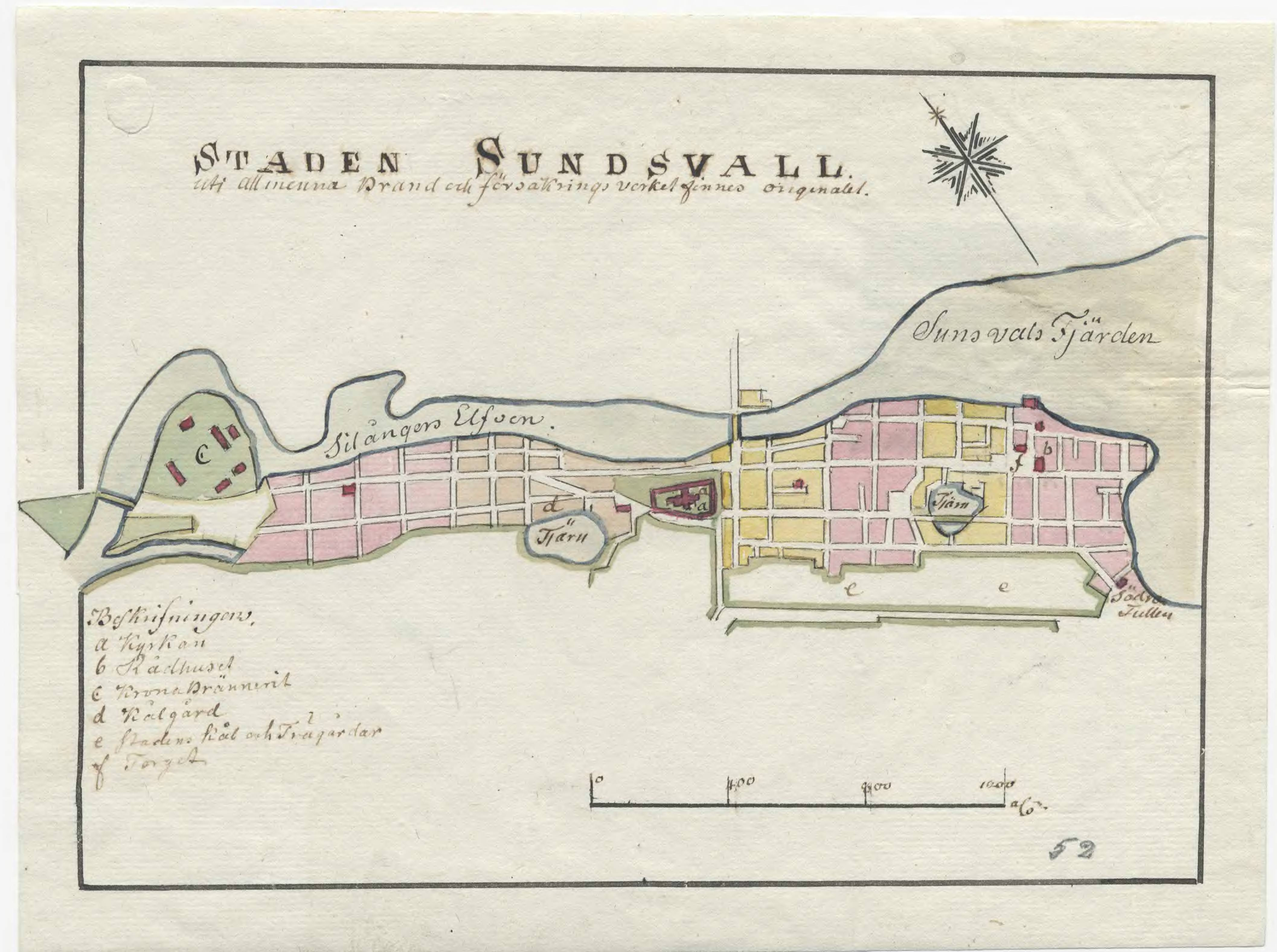
Karta över Sundsvall från 1790-talet.

Liksom stora delar av övriga Norrlandskusten drabbades Sundsvall av rysshärjningarna år 1721, då ryssarna plundrade och brände ned staden och kvarlämnade endast ruiner. En svensk försvarsstyrka på omkring 300 man (ur Jämtlands kavallerikompani samt allmoge och borgare från Sundsvallstrakten) besegrades av över 7 000 ryssar i slaget vid Selånger, vilket var det stora nordiska krigets sista strid.

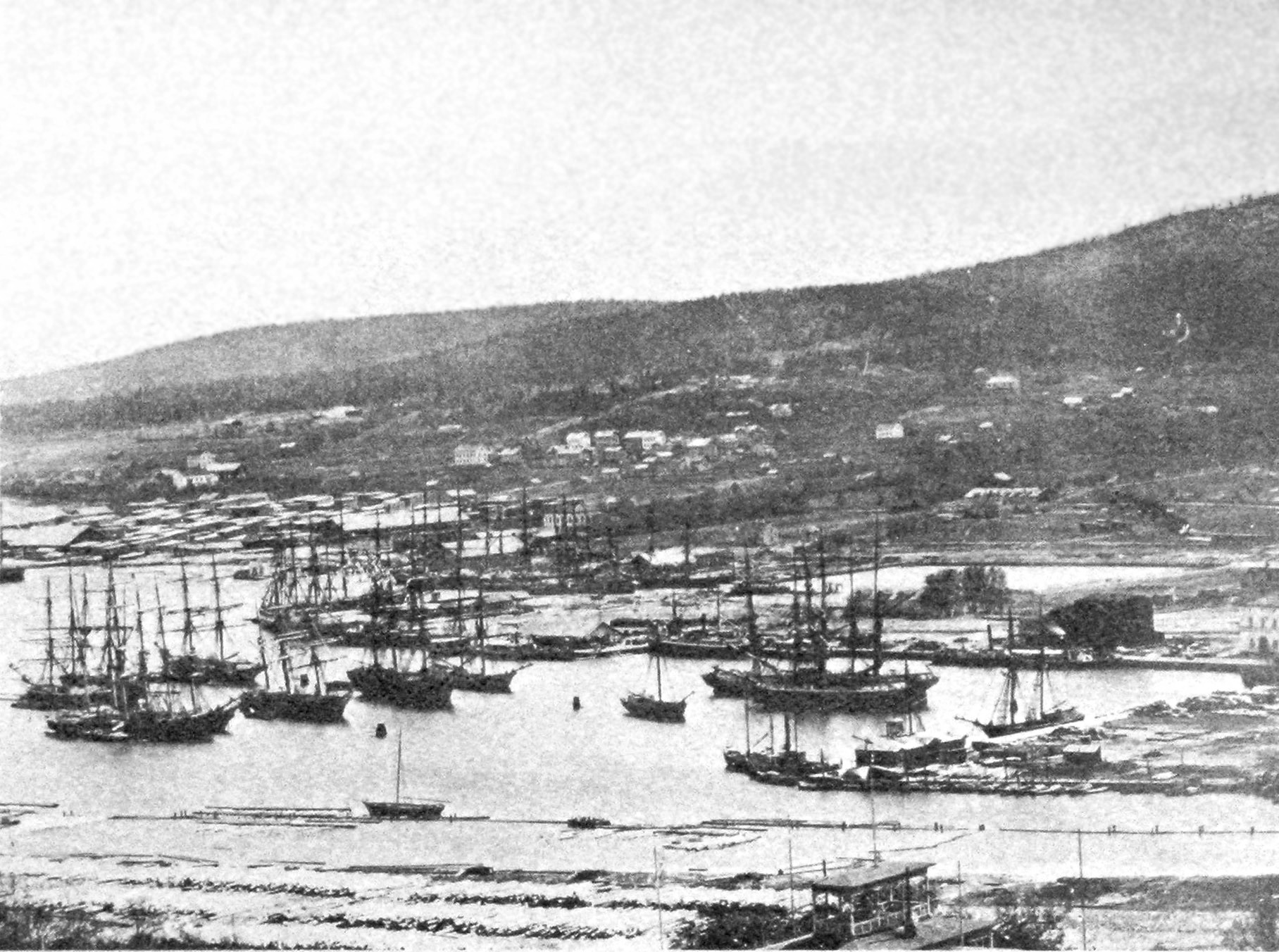
Sundsvalls hamn på 1870-talet.

Staden, som byggdes upp igen på samma plats, drabbades av en ny stadsbrand 1803, men växte till kraftigt under 1800-talet med sågverksindustrin. Sundsvallsområdet var i slutet på 1800-talet världens sågverkstätaste område. Sundsvall var på den tiden en av landets rikaste städer. I Sundsvall stod Elias Sehlstedt år 1872 och blickade ut över Alnön i solnedgången och sade:
| ”                        | Och hela hamnen som en spegel låg Och såg vid såg jag såg hvarthelst jag såg | „ |
| – Ur Sång i Ångermanland |                                                                              |   |

### Sundsvallsstrejken
I maj 1879 utbröt den stora Sundsvallsstrejken vid regionens sågverk. Sundsvall hade då 9 000 invånare och industrin hade växt i snabb takt. En  depression gjorde att industrins vinster minskade och därför sänktes arbetarnas löner vilket ledde till konflikten. Efter att landshövdingen sänt efter militären avbröts strejken efter åtta dagar utan att förhandlingar skett om arbetarnas löner.

### Sundsvallsbranden

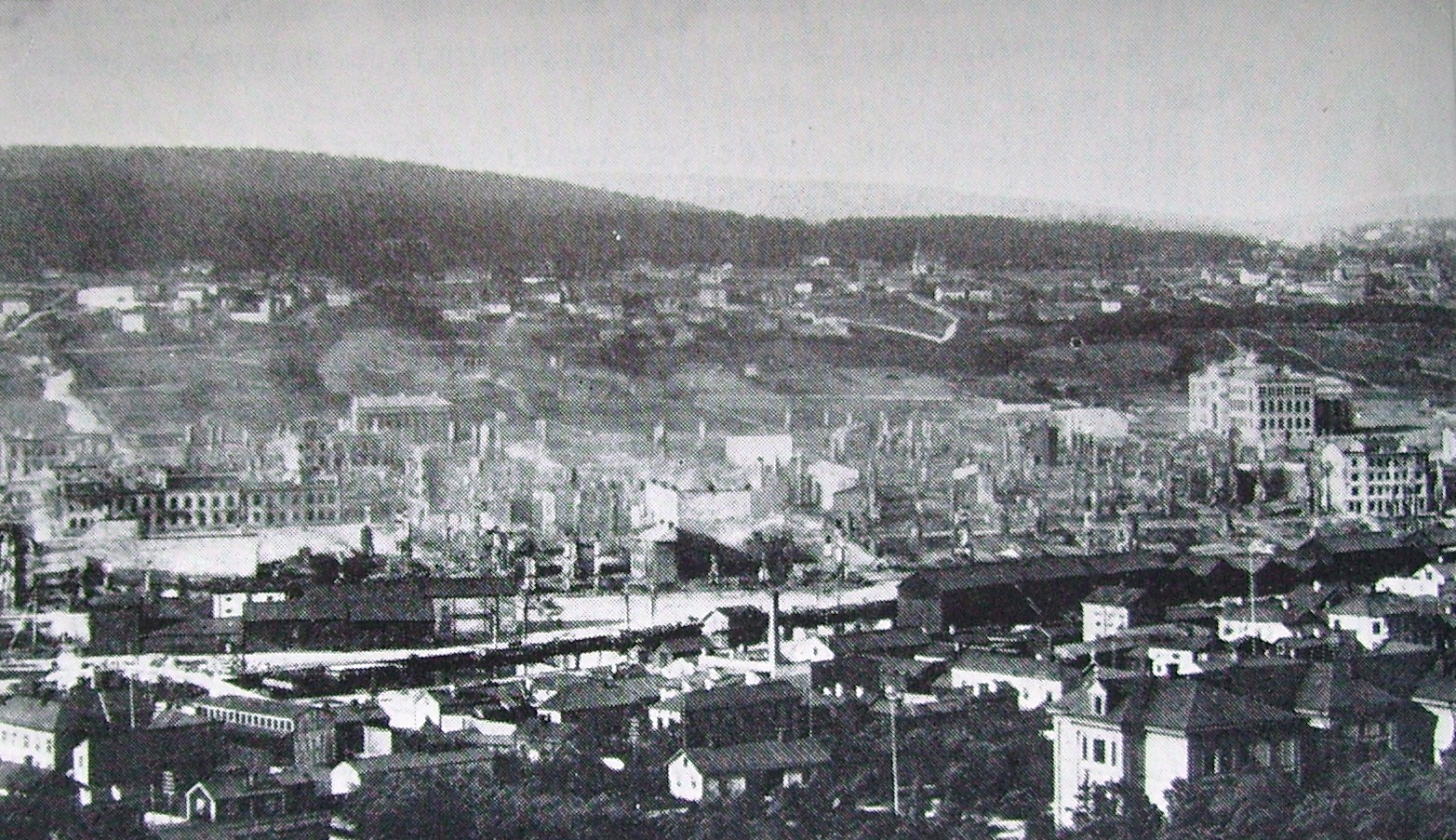
Sundsvall tre dagar efter den stora stadsbranden 22 juni 1888.

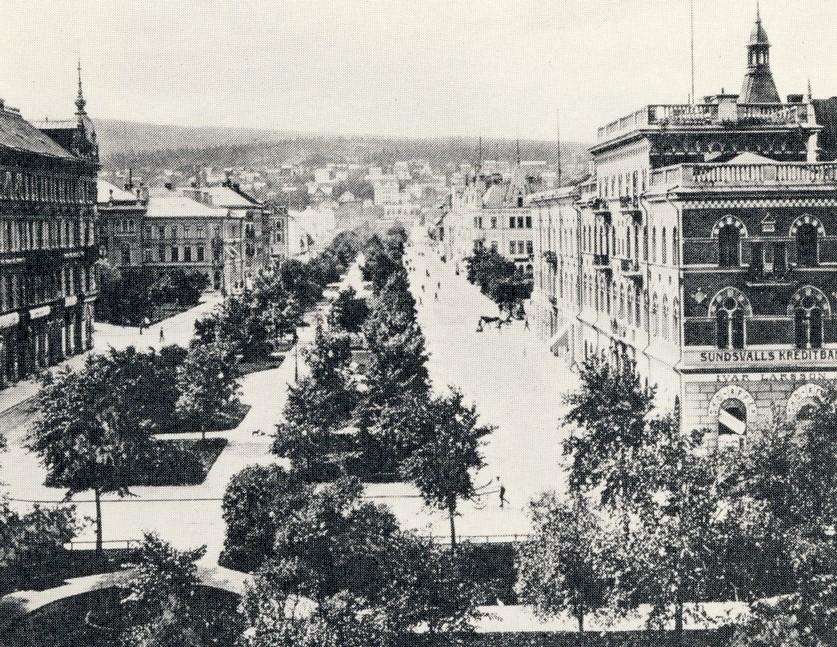
Sundsvalls centrala delar efter branden 1888.

År 1888 brann stora delar av staden ner i Sundsvallsbranden och efter branden fördes långa diskussioner om hur stadsnätet skulle byggas upp igen. Beslutet togs på inrådan av ett försäkringsbolag att endast stenhus fick byggas i stadens centrum, därför kallas Sundsvalls stadskärna för Stenstaden numera Stenstan.
En enligt uppgift tidigare omdiskuterad symbol för Sundsvall är Draken. Symbolen uppkom efter branden som ett skydd för staden. Draken och Drakstaden finns i namn på föreningar och företag. Bilder och statyer av drakar kan ses i olika sammanhang, som exempelvis i kommunens logga.

### Modern historia

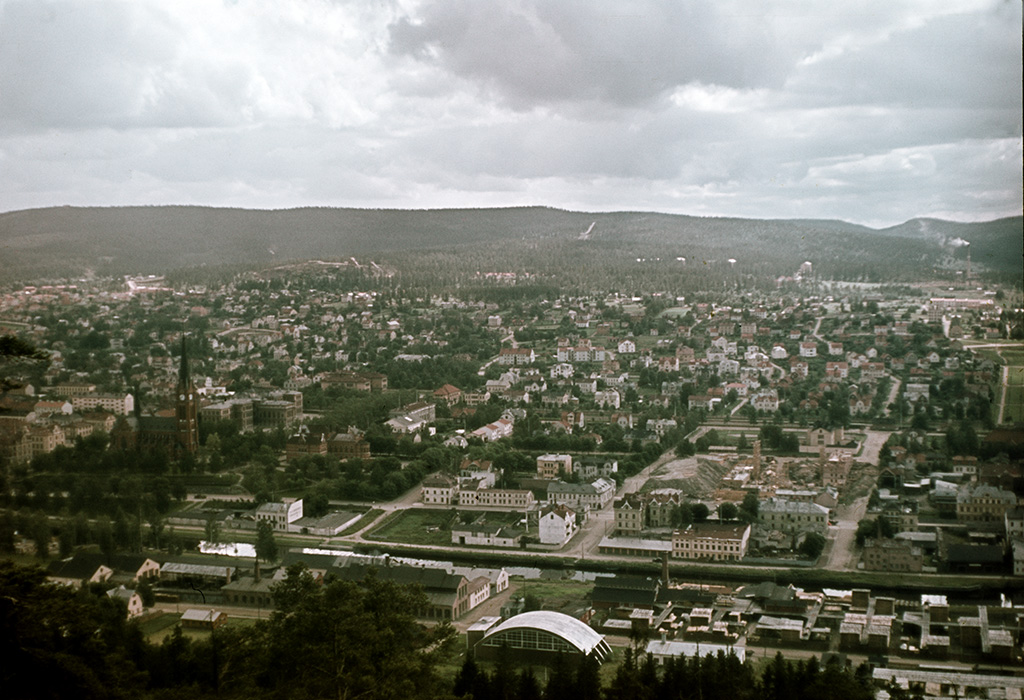
Sundsvall, 1944.

Sundsvall–Torpshammars Järnväg byggdes av Sundsvalls Järnvägsaktiebolag och invigdes 1877, och fick anslutning till Norra stambanan i Ånge 1881. Ostkustbanan utökades med sträckan Gävle-Härnösand via Sundsvall år 1927.
Sundsvall har länge präglats av tung tillverkningsindustri. Linderbergs metallfabrik (även känd som Linderbergs mekaniska verkstad, Linderbergs klockgjuteri) grundades 1756 och gick 1904 upp i Sundsvalls Verkstäder. Företaget blev en viktig arbetsgivare i Sundsvall och kom med tiden att specialisera sig på att producera maskiner för tillverkning av glasemballage och köptes sedermera upp av Bucher Emhart Glass, Schweiz.
När dåvarande Kongliga Telegrafverket byggde upp det svenska stamnätet för telegrafi och telefoni blev Sundsvall en av huvudorterna, tillsammans med Stockholm, Göteborg och Malmö. Sundsvalls telegrafstation öppnade 1856. Staden fick en automatisk telefonstation redan år 1926, den första i Sverige som var baserad på koordinatväljare. Televerkstaden, senare Teli, startade 1949 en filial i Nacksta industriområde i Sundsvall, där omfattande tillverkning av telefonapparater skedde fram till nedläggningen 1989.
Sundsvallsregionens väg mot en IT-region fortsatte 1961 med att Skogsbrukets Datacentral (SDC, idag del i  Biometria) bildades som en ekonomisk förening i Sundsvall för att effektivisera och redovisa virkesmätning med hjälp av datorer. Sedan slutet av 1960-talet är skogsägare i hela landet anslutna. Flera myndigheters IT-drift och IT-utveckling utlokaliserades till Sundsvall under 1970-talet: Riksförsäkringsverkets (Försäkringskassans) IT-avdelning, Statens tjänstepensionsverk (SPV), Centrala studiestödsnämnden (CSN) samt PRV, nuvarande Bolagsverket. Runt myndigheterna, telekombranschen och bankerna växte IT-konsultverksamhet upp, med särskilt fokus på systemutveckling för stora organisationer.
Åren 2007 till 2016 använde Sundsvall varumärket ”Norrlands huvudstad”.

### Militärstaden

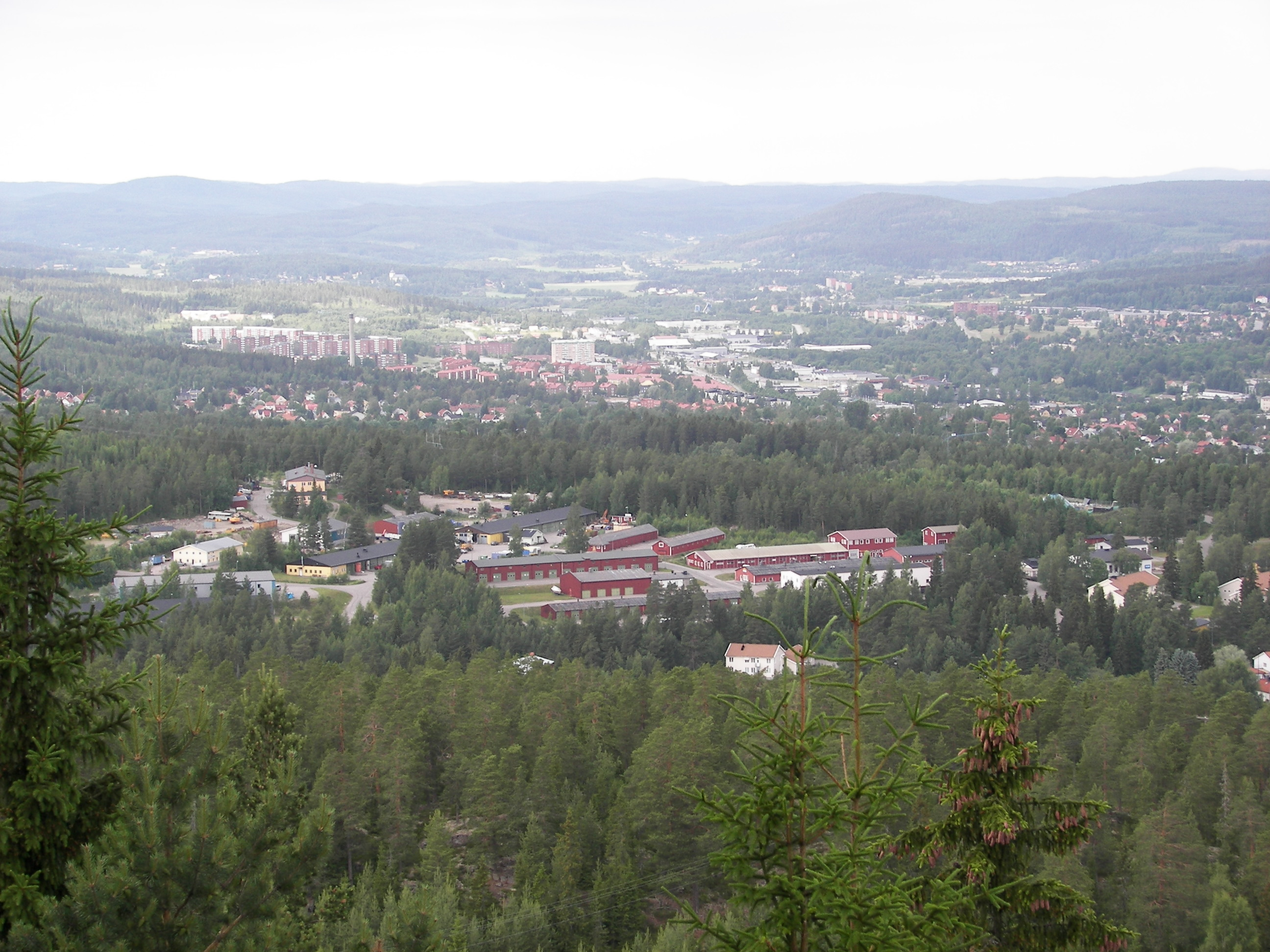
Vy över Kasernetablissementet på Södra Stadsberget.

Staden har aldrig varit någon betydande garnisonsstad i jämförelse med andra svenska orter av samma storlek. Det enda militära förband som förlades till staden under 1900-talet var ett luftvärnsbatteri som senare omorganiserades till Sundsvalls luftvärnsregemente (Lv 5). Den 4 oktober 1940 detacherades en beredskapsdivision ur Östgöta luftvärnsregemente till Sundsvall. I Sundsvall förlades luftvärnsdivisionen till Gustav Adolfsskolan på Södra Järnvägsgatan 39, samt med stab på Hotel Knaust på Kyrkogatan 14 samt i Tingshuset på Storgatan 39. Genom att luftvärnet avskildes från artilleriet den 1 oktober 1942 och bildade ett eget truppslag, kom även luftvärnsdivisionen att avskiljas samma datum från Östgöta luftvärnsregemente och bildade Sundsvalls luftvärnskår. Luftvärnskåren förlades den 12 april 1943 till ett nyuppfört kasernområde vid Regementsvägen på Södra Stadsberget. Luftvärnskåren förvaltade ett kasernområde och övningsfält på 196 ha. Kasernetablissements byggnadsbestånd utgjordes av kanslihus, kaserner, militärrestaurang, övnings- och vårdhall, gymnastikhus och serviceförråd. Luftvärnskåren utbildades årligen cirka 400 värnpliktiga, till luftvärnsförband inom Nedre Norrlands militärområde och Bergslagens militärområde, vilka i huvudsak övades på Åstöns skjutfält. Inför försvarsbeslutet 1977 föreslog regeringen att luftvärnskåren, då benämnt Sundsvalls luftvärnsregemente, skulle avvecklas. Det med hänvisning till att byggnadsbeståndet var delvis starkt nedslitet, samt att övningsfältet på Södra Stadsberget bedömdes otillräckligt. Dock ansågs luftvärnsregementet disponera luftvärnets bästa skjutfält, Åstön. Därmed hade ett alternativ undersökts om det var möjligt att flytta luftvärnsregementet till Härnösand, för att där samlokaliseras med Härnösands kustartilleriregemente. Dock gick riksdagen på regeringens linje, vilken innebar att Sundsvalls luftvärnsregemente avvecklades den 30 juni 1982. Efter att luftvärnsregementet var avvecklat kvarstod frivilligverksamheten, med bland annat hemvärnet, i skolhuset samt i en kasern, vilka då förvaltades av Västernorrlands försvarsområde. Den 30 april 2013 lämnades området helt, då Hemvärnet genom Medelpads hemvärnsbataljon, flyttade till nya lokaler. Den 9 april 2019 invigdes ett nytt museum inhyst vid Södra bergets vandrarhem på det gamla kasernetablissementet. Museet är tänkt att spegla Sundsvalls luftvärnsregementes samt områdets historia.

### Administrativa tillhörigheter

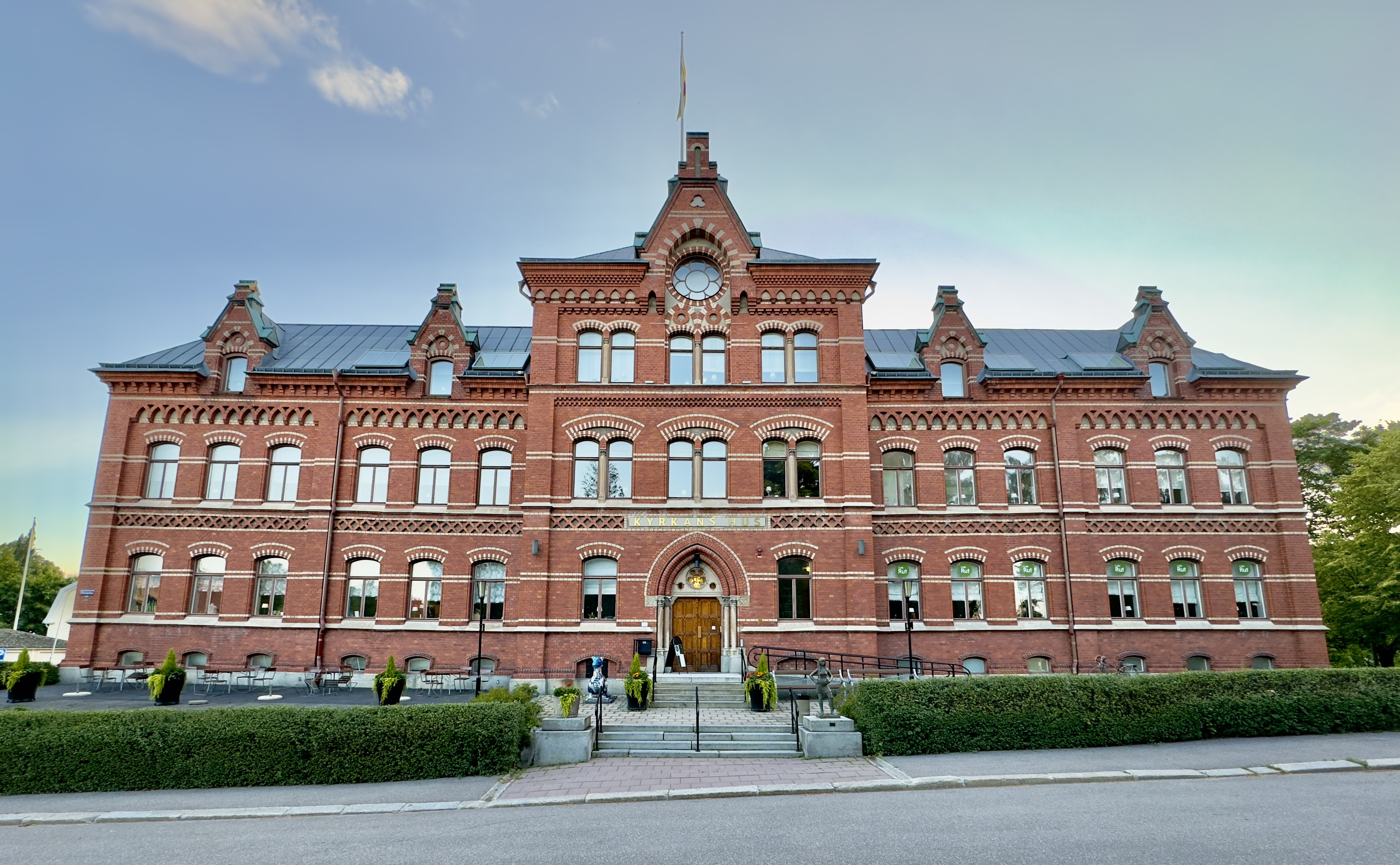
Kyrkans hus i Sundsvall.

Sundsvalls stad ombildades vid kommunreformen 1862 till en stadskommun. Bebyggelsen kom sedan att expandera in i Selångers socken/landskommun och Sköns socken/landskommun. 1948 införlivades en del av Sköns socken (Skönsmons municipalsamhälle) samtidigt som resten av den socknen ombildades till Sköns köping. 1965 införlivade staden köpingen samt Selångers socken/landskommun och Alnö socken/landskommun. 1971 uppgick stadskommunen i Sundsvalls kommun med Sundsvall som centralort.
I kyrkligt hänseende hörde orten till Sundsvalls församling som utbrutits ur Selångers församling 1624 och som namnändrades 1956 till Sundsvall Gustav Adolfs församling.  Delar av orten hör till Selångers församling, Sköns församling och tidigare även Skönsmons församling. 2015 uppgick Sundsvall Gustav Adolfs och Skönsmons församlingar i en nybildad Sundsvalls församling.
Orten ingick till 1971 i domkretsen för Sundsvalls rådhusrätt. Sedan 1971 ingår Sundsvall i Sundsvalls domsaga.

## Geografi

### Indelningar
Sundsvalls kommun i sin helhet är indelad i åtta kommundelar med ett antal glesbygdsområden, tätortsområden och stadsdelar. Sundsvalls tätortsområde är en kommundel. Denna består av tätorten Sundsvall och närområdena omkring. Nedan ges en redovisning över tätortens stadsdelar och kommundelens övriga områden.

### Sundsvalls tätortsregion

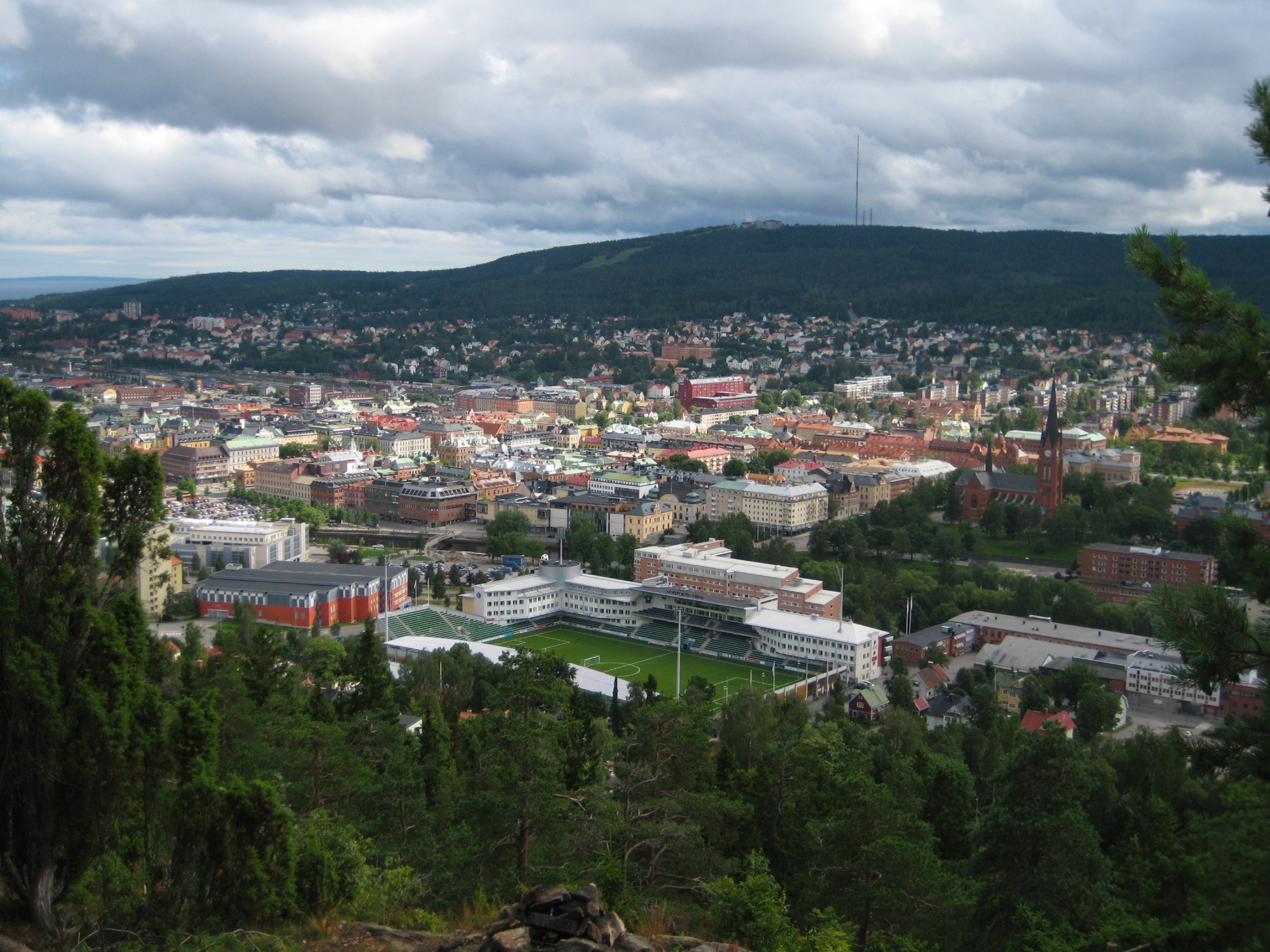
Utsikt från Norra Stadsberget.

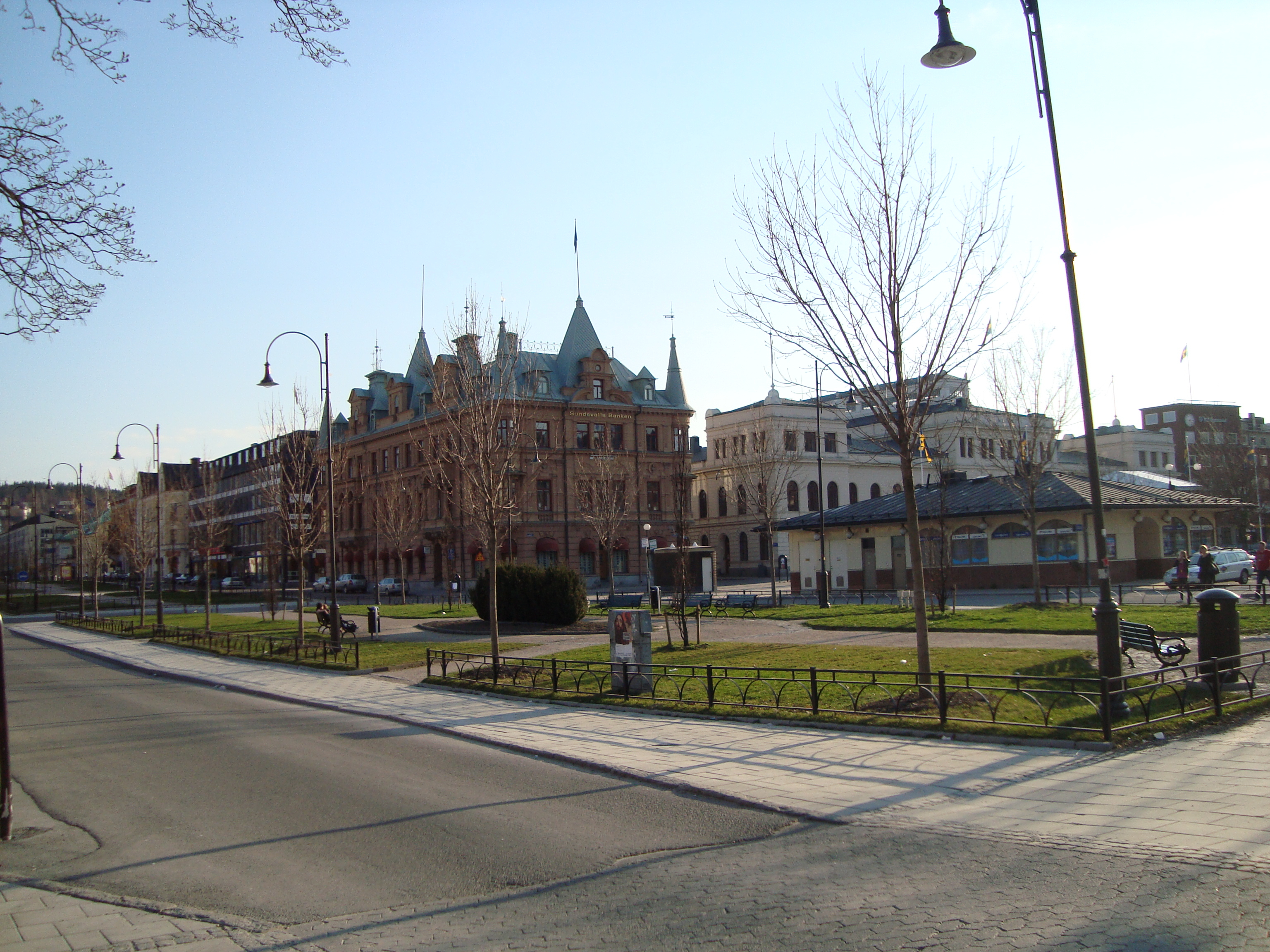
Del av Sundsvalls stadskärna.

Sundsvall utgör centrum i en utspridd tätortsregion som sträcker sig längs kusten omkring 35 kilometer från Bergeforsen i Timrå kommun, 20 kilometer norr om Sundsvall till Njurundabommen i Sundsvalls kommun, 16 kilometer söder om Sundsvall. Tätortsregionen inkluderar tätorterna Timrå norr om Sundsvall, Alnön med Hovid, Vi, Gustavsberg och Ankarsvik öster om Sundsvall samt Bredsand, Stockvik, Svartvik, Kvissleby, Essvik, Skottsund och Dingersjö söder om Sundsvall. Flera av orterna har vuxit upp kring industrier invid vattendrag och havet, men även den kuperade terrängen har påverkat regionens urbaniseringsmönster. Folkmängden i tätortsregionen uppgick år 1995 till 90 232 invånare.

### Natur
Ett sammanhängande system av 30 mil skidspår omger staden. Genom sitt läge i dalgången mellan de två bergen Södra och Norra stadsberget och ett par andra mindre berg har Sundsvall stora gröna strövområden på olika platser runt staden. På Norra Stadsberget finns strövområden och friluftsmuseet Norra Berget och på Södra Stadsberget finns skidanläggningar och motionsspår. Vid Skönsberg ligger Ortviksberget och i skogen mellan Granloholm och Bergsåker finns också strövområden. Söder om Nacksta på Klissbergets sluttning finns också strövområden.
Staden har också ett tjugotal parker och rekreationsområden av olika storlek. Ett grönt stråk går genom Sundsvall längs Selångersån från skogen kring Selångersfjärden söder om Bergsåker, längs åns södra sida till Åkroken där grönområdet går över på åns norrsida och vidare genom parkerna Åparken, Badhusparken och till sist Norrmalmsparken varefter ån rinner ut i Sundsvallsfjärden.
I tätortens södra del, 2 km söder om Sundsvalls centrum, kring stadsdelarna Böle, Mårtensro, Sidsjö och Sidsjöhöjd finns Sidsjö naturreservat.. Naturreservatet inrättades 2001 och omfattar 226 hektar skyddad natur kring sjön Sidsjön.

### Klimat
Sundsvall har ett tempererat klimat med fyra tydliga årstider. Den högsta uppmätta rekordtemperaturen i Sundsvall var 33,0 °C, den 26 juli 1994. Den lägsta temperaturen var -36,6 °C, den 31 december 1978.
Uppmätta normala temperaturer och -nederbörd i Sundsvall:
|                                            | Jan | Feb | Mar | Apr | Maj | Jun | Jul | Aug | Sep | Okt | Nov | Dec |
| ------------------------------------------ | --- | --- | --- | --- | --- | --- | --- | --- | --- | --- | --- | --- |
| Normaldygnets maximitemperaturs medelvärde | −5  | −3  | 2   | 7   | 14  | 19  | 21  | 19  | 14  | 9   | 2   | −2  |
| Normaldygnets minimitemperaturs medelvärde | −14 | −13 | −8  | −2  | 2   | 8   | 10  | 9   | 5   | 1   | −5  | −11 |
|                                            |     |     |     |     |     |     |     |     |     |     |     |     |
| Nederbörd                                  | 38  | 28  | 30  | 32  | 35  | 41  | 58  | 64  | 64  | 52  | 53  | 46  |

| Diagram | temperaturer i °C • månadsnederbörd i mm | temperaturer i °C • månadsnederbörd i mm | temperaturer i °C • månadsnederbörd i mm | temperaturer i °C • månadsnederbörd i mm | temperaturer i °C • månadsnederbörd i mm | temperaturer i °C • månadsnederbörd i mm | temperaturer i °C • månadsnederbörd i mm | temperaturer i °C • månadsnederbörd i mm | temperaturer i °C • månadsnederbörd i mm | temperaturer i °C • månadsnederbörd i mm | temperaturer i °C • månadsnederbörd i mm | temperaturer i °C • månadsnederbörd i mm |
|         | 38 -5 -14                                | 28 -3 -13                                | 30 2 -8                                  | 32 7 -2                                  | 35 14 2                                  | 41 19 8                                  | 58 21 10                                 | 64 19 9                                  | 64 14 5                                  | 52 9 1                                   | 53 2 -5                                  | 46 -2 -11                                |

Tabellen visar genomsnittliga värden för åren 1961-1990. För mätserien 1991-2008 har temperaturen stigit med en dryg grad jämfört med den tidigare mätserien.

## Ekonomi och infrastruktur

### Näringsliv
Största arbetsgivare i kommunen är Sundsvalls kommun, följd av Länssjukhuset Sundsvall-Härnösand. Den största privata arbetsgivaren, skogsbolaget SCA med dotterbolag, har sedan 2017 återlokaliserat sitt huvudkontor till staden (tidigare Stockholm).

#### Industri
Näringslivet har historiskt dominerats av skogsindustrin och SCA är fortfarande den största privata arbetsgivaren i kommunen.
Staden har flera tunga industrier som är påtagliga inslag i stadsbilden i och med närheten till tätorten. Med landets enda aluminiumsmältverk, Kubal, Akzo Nobels fabriker och Ortvikens massafabrik är Sundsvallsområdet ett av landets mest elströmsintensiva. Här förbrukar en procent av Sveriges befolkning fem procent av den elektriska energin. Även Bucher Emhart Glass har en stor produktionsanläggning mitt i staden.
The Good tech region är ett samarbete mellan teknik- och IT-företag och företagsinkubatorer i Sundsvallsregionen och Höga kustenområdet, som hjälper företag att etablera sig i regionen och rekryterar kompetens till regionen.

#### Tjänster och turism
Staden har även samlat många försäkringsbolag och banker som förlagt hela eller delar av sin verksamhet till Sundsvall. Exempelvis har Folksam, Trygg Hansa, If och Skandia större administrativa kontor i staden. Många mindre, nischade försäkringsbolag och filialer till utländska försäkringsbolag har valt att förlägga sina svenska säten till Sundsvall på grund av tillgången till försäkringskunnig arbetskraft. Det tidigare börsnoterade fastighetsbolaget Norrporten har sitt huvudkontor i Sundsvall.
Ett flertal it-konsulter och andra konsultföretag i kommunen anlitas av myndigheter, skogsindustri, banker, telekomföretag och medieföretag. Sundsvalls IT-bransch karaktäriseras av arbete i stora organisationer. Vidare är Telia Company en stor arbetsgivare. Mediebranschen med före detta Mittmedia, lokalradio, SVT Nyheter Västernorrland och tidigare även TV4 har varit viktiga arbetsgivare, men har dragit ned den journalistiska verksamheten på senare år.
Fem statliga myndigheter har sitt huvudkontor i Sundsvall:
- Centrala studiestödsnämnden (CSN)
- Bolagsverket
- Myndigheten för digital förvaltning (DIGG)
- Rättshjälpsmyndigheten
- Statens pensionsverk (SPV).

Utöver dessa myndigheter så har Försäkringskassan sin it-utveckling och -drift i Sundsvall och har i staden 650 anställda).

### Handel
Sundsvalls första varuhus invigdes 23 mars 1959. Varuhuset, som fick namnet Forum och låg på Storgatan 28, ersatte saluhallarna i samma kvarter som uppförts efter stadsbranden. Forum drevs av Konsumtionsföreningen Sundsvall som hörde till Kooperativa Förbundet och var vid invigningen Norrlands största varuhus med en försäljningsyta om 3 800 kvadratmeter.
Varuhuset hade till en början 29 avdelningar men ingen livsmedelsavdelning. Först i slutet av 1961 tillkom även en sådan om 900 kvadratmeter. År 1967 gjordes en omfattande om- och tillbyggnad som var varuhuset ytterligare 1 000 kvadratmeter.
År 1993 invigdes Sundsvalls första citygalleria, Världshuset Varuhuset Forum lades ned två år senare. I byggnaderna där Forum funnits kom en ny galleria etableras, kallad 1891 efter det år huvudbyggnaderna ut mot Storgatan stod klara. Efter ombyggnader där gångbroar byggts mellan kvartershusen slogs galleriadelen av 1891 ihop med Världshuset till Norrlands största citygalleria.. Den nya gallerian In:, invigdes 16 november 2006, och har butiker, caféer och restauranger i tre fastigheter i tre kvarter i Stenstan.. De tre byggnaderna har en total butikslokalyta om 30 983 kvadratmeter.
Åtta kilometer norr om centrum ligger Sundsvalls externa köpstad Birsta, som är Sveriges näst största köpcentrum  med gallerian Birsta City och ett Ikea-varuhus som huvudattraktion. Birsta City har över 90 butiker. fördelade på 42 000 kvadratmeter Här finns också Cupolen köpcentrum med ett 10-tal butiker, flera stormarknader och byggvaruhus samt en rad fristående butiker och restauranger.

### Infrastruktur

#### Transporter

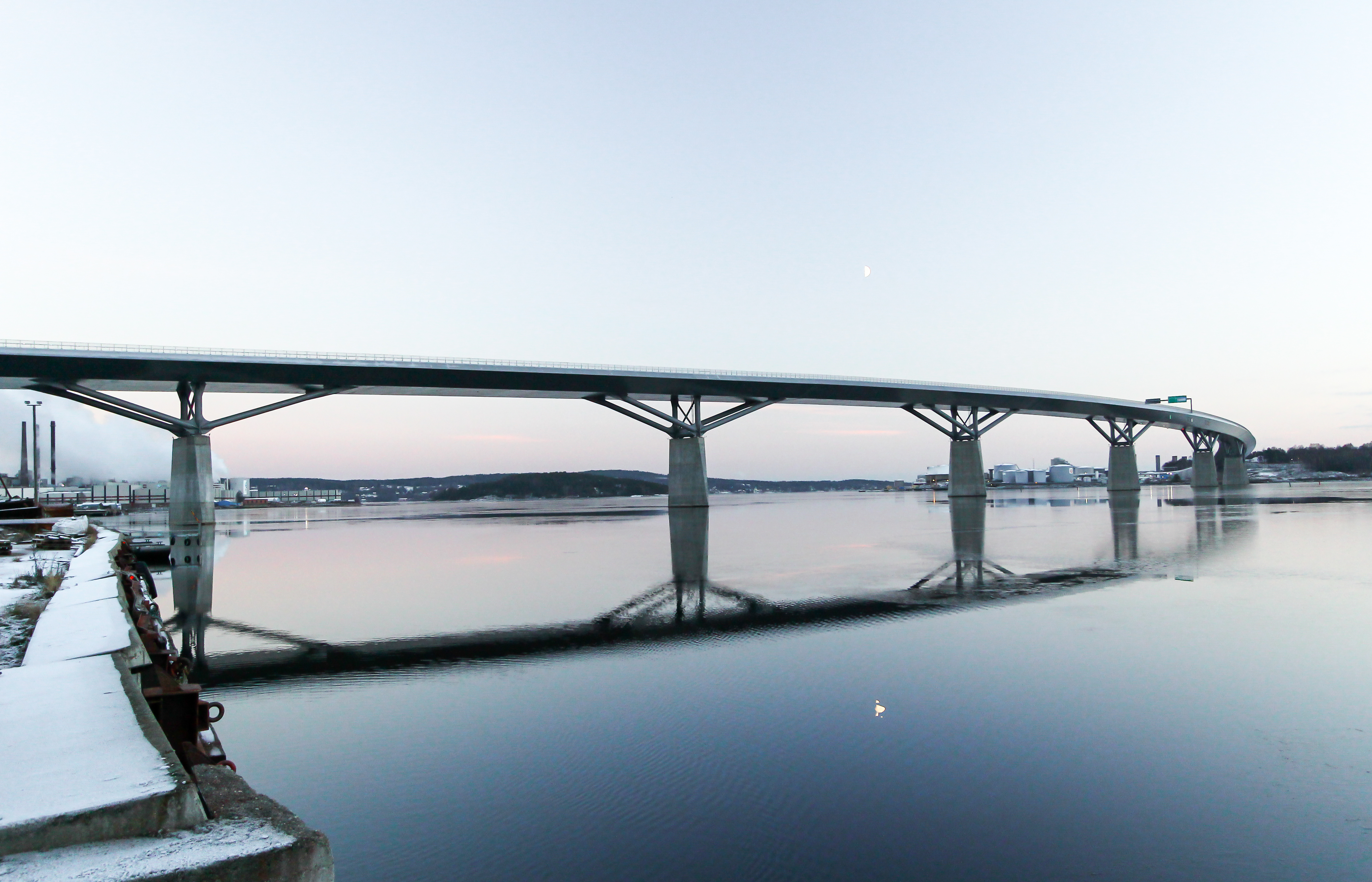
Sundsvallsbron, Sveriges längsta motorvägsbro, med Ortvikens pappersbruk, Alnön och Kubal i bakgrunden.

Det geografiska läget, där Sundsvall kom att ligga inne i en havsvik, gjorde tidigt området viktigt för transporter såväl för trafiken mellan södra och norra Sverige, men också som en utgångspunkt för trafiken mot inlandet till Jämtland och längre västerut till Trondheim i Norge. Enligt sägnen steg Olof Haraldsson i land här år 1030 för att bege sig landvägen till Norge för att försöka återta kungakronan. Många pilgrimer har vandrat i hans fotspår på Sankt Olofsleden.
Sundsvall genomkorsas i nord-sydlig riktning av Europaväg 4 (E 4), en väg som binder ihop Norrlandskusten med Stockholm och södra Sverige. Europaväg 14 som går västerut mot Östersund och Trondheim har sin start–slutpunkt i staden. Mot nordväst går Riksväg 86, som utgår från Sundsvall och slutar i Bispgården.
Österut till Alnön fick man länge åka båt, men sedan den 24 oktober 1964 kan man åka över Alnöbron för att ta sig till ön. Bron är 1042 meter lång och var fram till Ölandsbron invigdes Sveriges längsta bro.
En omdragning av E4-Sundsvall med motorväg Njurundabommen–Skönsberg, inklusive den 2 109 meter långa Sundsvallsbron över Sundsvallsfjärden, Sundsvallsbron invigdes december 2014. Målet med bygget var att få ner antalet olyckor och trafikmängden genom centrum, där den mest trafikerade sträckan har haft omkring 30 000 fordon per dygn. Cirka  10 000 av dessa fordon beräknas ta vägen över den nya bron.

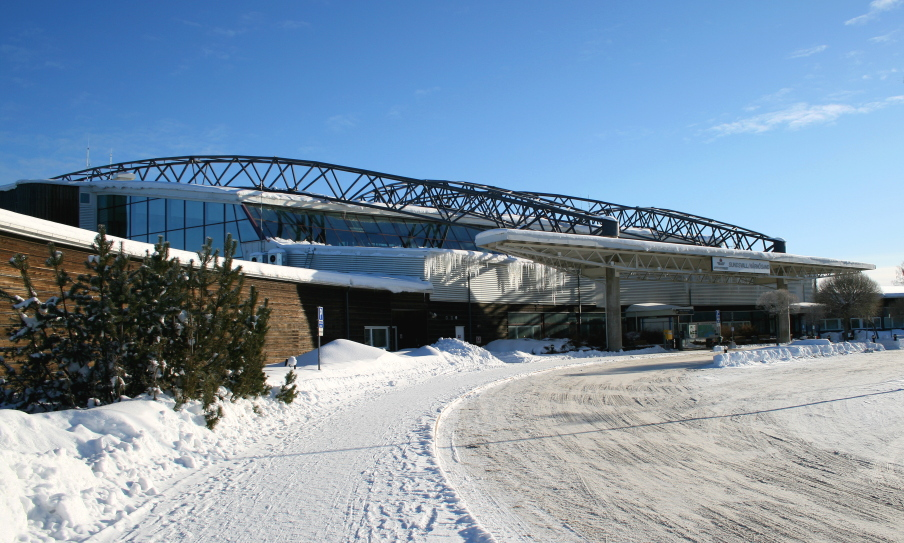
Terminalen på Sundsvall-Timrå flygplats.

Sundsvall Timrå flygplats ligger 20 km norr om Sundsvalls centrum i Timrå kommun och invigdes 22 juli 1944 och har reguljär flygtrafik till och från Göteborg, Luleå, Stockholm Arlanda, Stockholm Bromma och sommartid även till Visby.. Efter ett par års frånvaro återkom charterflygen till Sundsvall Timrå flygplats och har de senaste åren blivit allt populärare.. Flygplatsen ägs och drivs idag av Sundsvalls och Timrå kommuner.
Sundsvalls kollektivtrafik började med att det privatägda Sundsvalls Spårvägs AB 1907 fick koncession till att bygga spårvägar i Sundsvall. 1910 startade den första spårvagnslinjen mellan Esplanaden och Kubikenborg. Året därpå tillkom en linje från Esplanaden till Heffners och Ortviken.. På 1920-talet kom det att ske en snabb utveckling av trafiken. 1922 bildade Sundsvalls stad och Sköns landskommun ett eget spårvagnsbolag, Spårvägs AB Sundsvall-Skön, och drog en linje mellan just Sundsvall och Skön. Små privata bussbolag växte vid samma tid fram i mängder. 1924 hade Sundsvall inte mindre än 51 trafiklinjer, något som innebar att spårvagnsbolagen var tvungna att sänka sina priser allt mer. Den allt mer omfattande biltrafiken bidrog också till en försämrad lönsamhet för kollektivtrafiken. 1949 lade Sundsvalls Spårvägs AB ned sin spårvagnstrafik och övergick till bussar med ett namnbyte till Busstrafiken Sundsvall-Skön AB. 1952 följde Spårvägs AB Sundsvall-Skön med och lade ned spårvagnstrafiken till Skön. Spårvägs AB likviderades 1958 och aktierna i bussbolaget som sedan 1945 varit ett dotterbolag till det kommunala spårvagnsbolaget överfördes till Sundsvalls stad. En våg av uppköp av privata aktörer gjordes på 1960- och 1970-talet vilket kommunaliserade trafiken. Sundsvalls stadstrafik drivs numera av Kollektivtrafikmyndigheten i Västernorrlands län under varumärket Din Tur med länets landsting och kommuner som finansiärer.
Tätorten Sundsvalls stadstrafik utgörs idag av bussar på 5 stomlinjer och 11 pluslinjer (linje 70–85), som alla utom beställningslinjerna mellan Ljustadalen–Gångviken (76) och Timrå–Gångviken (78) utgår från Hållplats Stenstan (f.d. Navet)..

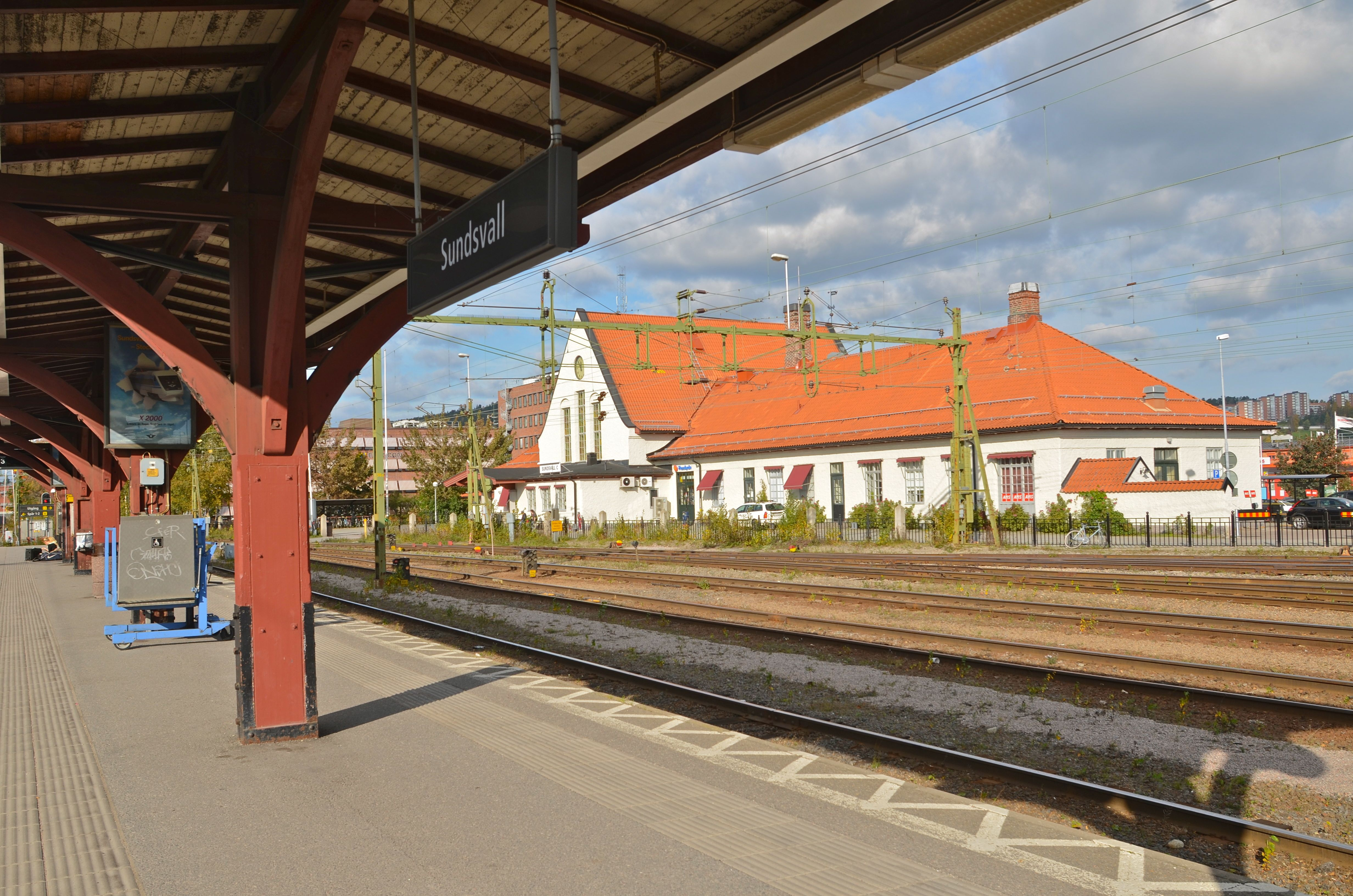
Sundsvalls centralstation en solig höstdag 2011.

I Sundsvall möts flera järnvägar. Härifrån utgår persontågen på Ostkustbanan söderut till Stockholm, Mittbanan västerut till Trondheim och Ådalsbanan norrut till Sollefteå. Från Sundsvall utgår också Norrtågs tågtrafik mot Örnsköldsvik och Umeå som norr om Kramfors går på den nybyggda Botniabanan.
Godstrafiken på järnväg till och från Sundsvall är betydande. Timmer lastas om i Töva väster om tätorten och gods går till Tunadalshamnen och till SCA:s massafabrik Östrand i Timrå.
För att möta framtidens trafikvolymer planeras ett triangelspår i Maland för godstransporterna. Genom detta så kommer tågen inte längre vara tvungna att gå in till Timrå C för att vända för att komma in på Malandsspåret till Tunadalshamnen.
Alltsedan staden grundades 1624 har sjöfarten varit en viktig näringsgren för staden, särskilt före järnvägens ankomst. De första hundra åren var Sundsvall framför allt en fiskeristad men när ångsågverken och senare massafabrikerna växte fram kom produkter från dessa utgöra större delen av godsmängden.
1918 slogs ett antal stuveribolag ihop till Sundsvalls Förenade Stuveri AB. Sedan 1993, efter att ha samordnats med Sundsvalls kommuns hamnförvaltning går detta bolag under namnet Sundsvalls Hamn AB och ägs av Sundsvalls kommun och SCA Logistics AB.
Förutom industriernas egna kajer finns två hamnar i Sundsvall. Den största av dessa är Tunadalshamnen med tre kajer, som kan ta emot fartyg med ett djupgående på upp till 12 meter.
Oljehamnen är den andra hamnen. Hamnen hanterar cirka 550 000 ton petroleumprodukter årligen. Platsen där den ligger på Vindskärsudde söder om Sundsvallsfjärden, stod i händelsernas centrum under Sundsvallsstrejken 1879.
De gamla hamnområdena nära Sundsvalls centrum (Norra kajen, Södra kajen och Inre hamnen) är under omvandling till nya stadsdelar med bostäder, kontor och handel.
Från 1967 till 1996 gick en bilfärja mellan Sundsvall och Vasa i Finland.

#### Tekniska försörjningssystem
Under andra halvan av 1800-talet när sågverksepoken slog igenom på allvar i Sundsvallsområdet gjordes stora investeringar i de tekniska försörjningssystemen i Sundsvall. 1856 invigdes stadens första telegrafstation, 1867 kom Sundsvalls gasverk igång, telefonnät byggdes och 1891 fick staden ett eget elverk.
5 december 1867 provkördes Sundsvalls första gasverk med en kapacitet om drygt 20 000 kubikfot (ca 566 kubikmeter) gas för Stenstans byggnader och gatubelysning. På 1920-talet utvidgades nätet med ledningar utanför stadskärnan. Efterfrågan ökade och ytterligare en gasklocka installerades 1935 på gasverket öster om Stenstan i vid Rosenborg. Efter en topp i början av 1940-talet började nedgången för gasen som successivt ersattes med elektricitet. Gasverket byggdes om för att istället producera gasol, men efter ytterligare några år med förlust lades gasverket ned 1960.

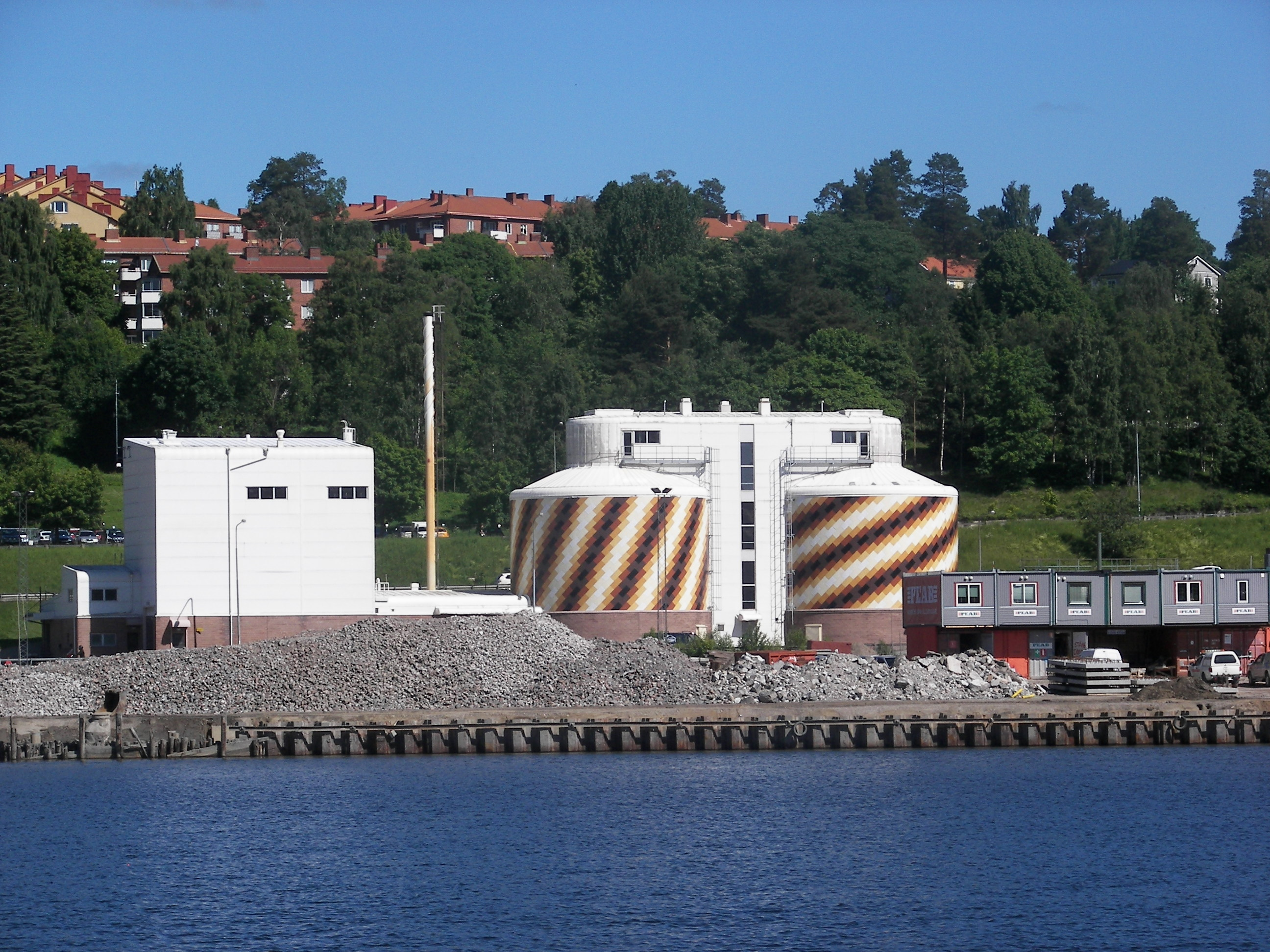
Tivoliverkets rötkammare år 2013.

Fram till 1879, då stadens vatten- och avloppsverk, togs i drift, fick invånarna i staden förlita sig till brunnar för att få tag på sitt dricksvatten. Vattnet togs med självtryck från den högt belägna Sidsjön som dämdes upp. Vattenmängden i sjön blev snart otillräcklig. Även sjön Vintertjärn togs i bruk (1905). År 1950 anlades ett grundvattenverk vid Ljungan, vars vatten filtrerades genom Ljungans rullstensås.
Ett reningsverk dröjde. Avloppen rann direkt ut i Selångersån. Först på 1960-talet började stadens reningsverk Tivoliverket byggas, ett verk som stod klart 1971. Sedan 1995 rinner avloppsvatten genom en 2  lång bergtunnel som går i en båge ner till reningsverket som också är insprängt i berget. Synligt ovan mark är rötkamrarna.
Elektricitet för belysning har funnits i Sundsvall sedan 1884 då försök med båg- och glödlampor gjordes vid Mons ångsåg. Efter stadsbranden kom trävaruhandlaren J O Johansson igång med ett privat elkraftverk som levererade gatljus vid Hellbergska huset i korsningen Storgatan-Skolhusallén. Ett par år senare levererade detta el till 130 lampor i Stenstan. Staden skaffade eget ångdrivet elkraftverk som började köras i oktober 1891. I början av 1900-talet skrev staden avtal om leverans av el från Wiforsens kraftstation efter att försökt skaffa eget vattenkraftverk. 1917 blev staden delägare i Hammarforsens kraftaktiebolag, andelar som senare ersattes med ett avtal om frikraft. Korstaverket, som invigdes 1978 och drivs av kommunalägda Sundsvalls energi producerar årligen 100 GWh el.

#### Fjärrvärme
1972 startade fjärrvärmeproduktionen i Sundsvall i och med att värmeverket i Nacksta togs i bruk för att försörja den nybyggda stadsdelen med fjärrvärme. 1976 tillkom värmeverket för den nya stadsdelen Granloholm. De två mindre värmeverken kompletterades 1978 med huvudfjärrvärmeverket Korstaverket. Korstaverket står idag för merparten av fjärrvärmeproduktionen i kommunen producerar årligen kring 700 GWh fjärrvärme. Verket har tre huvudpannor, därtill en panna för produktionstoppar och två reservpannor.

#### Fjärrkyla
Fjärrkyla togs i drift i Sverige år 1992. År 2000 fick Länssjukhuset i Sundsvall en egen anläggning för fjärrkyla. Nära sjukhuset läggs vintertid upp ett berg om 60 000 kubikmeter snö  insamlad från gator och vägar i Sundsvall. Över snön läggs ett lager av träflis, och smältvattnet används efter filtrering i värmeväxlare som kyler inomhusluften.
Sedan 2009 har Sundsvalls Energi ett fjärrkylnät i drift för företag och hushåll. Fjärrkylnätet täcker Sundsvall och Timrå samt områden mellan dessa orter, exempelvis handelsområdet Birsta. och levererade 2011 0,71 GWh fjärrvärme. Kylningen sker med vatten som kylmedel. Det tas från Ljungan söder om Sundsvall och Indalsälven norr om Timrå..
Renhållningen i Sundsvall i ordnade former började genomföras först i mitten av 1880-talet, när staden skrev avtal om stadens renhållning och latrintömning med åkaren K. Wadell. År 1891 tog stadens "Renhållningsverk" över ansvaret för renhållningen i staden.
Idag är det Reko Sundsvall som ansvarar för stadens renhållning.

#### Telefoni och internet
2 oktober 1856 fick Sundsvall sin första telegrafstation, 3 år efter att telegrafen introducerats i Sverige. I samband med att stadshuset kom i bruk 1867 flyttades verksamheten dit.
1891 hade telefonnätet i Sundsvall cirka 650 abonnenter.
Kommunalägda Servanet har uppdrag att bygga ut ett konkurrensneutralt fibernät för Internet, TV och telefoni i Sundsvallsregionen.

### Utbildning och forskning

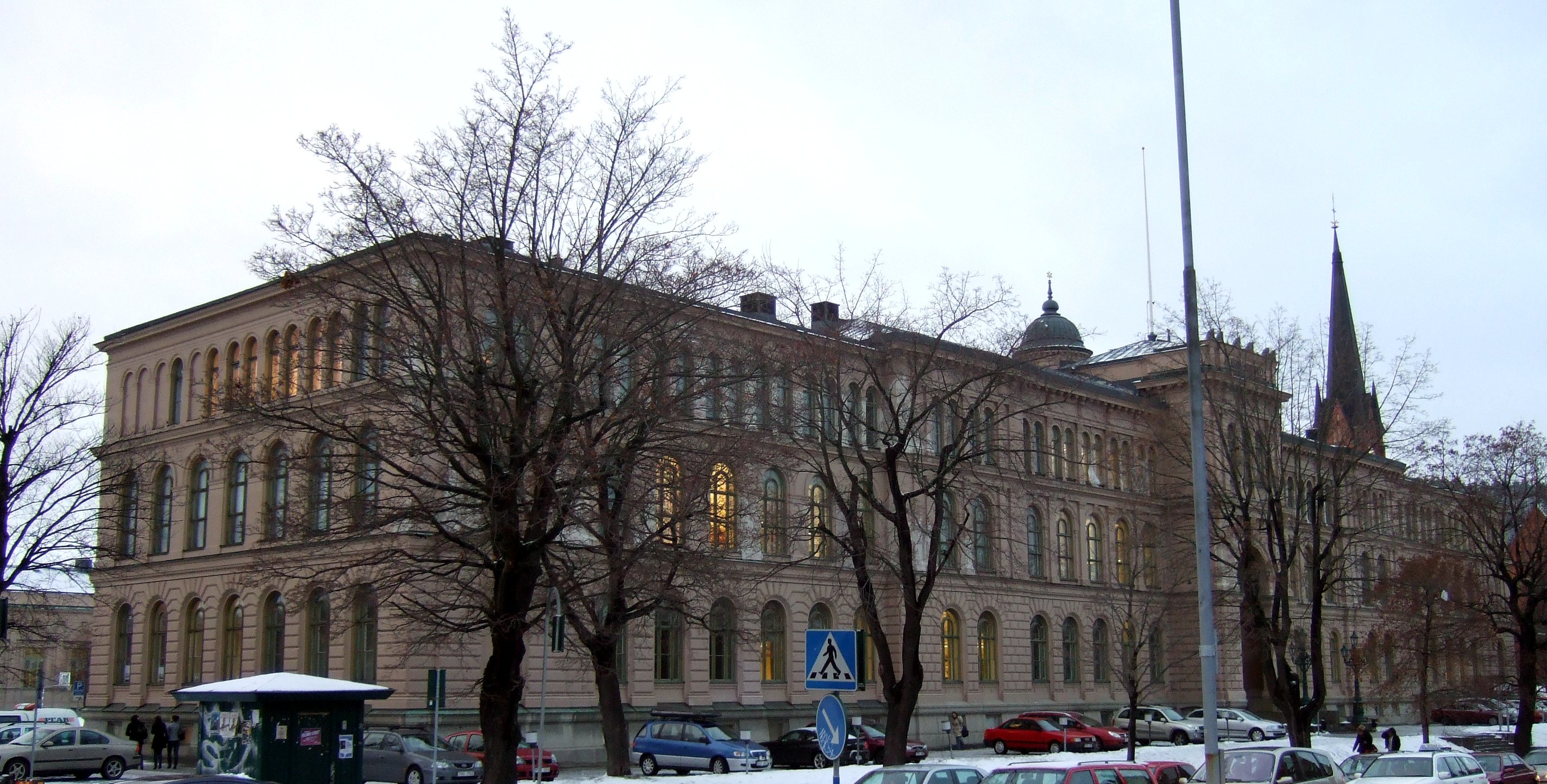
Hedbergska skolan i Sundsvall, invigd 25 augusti 1886.

Hedbergska skolan är en efterföljare till Sundsvalls högre allmänna läroverk och är sedan 199 en skolenhet inom Sundsvalls gymnasium. I Sundsvalls gymnasium ingår även enheten Västermalms skola, invigd 1965 som Sundsvalls tekniska gymnasium.
Förutom den kommunala gymnasieskolan har Sundsvall nio fristående gymnasieskolor.
Sundsvalls folkhögskola är Sundsvalls enda folkhögskola och är formellt en del av den landstingsdrivna Ålsta folkhögskola belägen i Fränsta väster om Sundsvall.
Under 1970-talet tillkom en mängd nya högskolor i Sverige, däribland dåvarande Sundsvalls/Härnösands högskola år 1977, med rötter i det folkskoleseminarium och den sjöbefälsskola som grundades 1842 i Härnösand, och den kommunala så kallade "systematiserade decentraliserade utbildning" på högskolenivå som startades av Sundsvalls kommun 1971. Genom ett samgående med Högskolan i Östersund bildades Mitthögskolan 1993. Vårdhögskolan i Sundsvall/Härnösand inkorporerades 1995. Kring millennieskiftet fick Sverige flera nya universitet, och 2001 fick Mitthögskolan universitetsstatus inom naturvetenskap och IT och 2005 fullvärdig status som universitet. I samband med detta ändrades namnet till Mittuniversitetet, som idag har två campusorter. Rektor är stationerad till Campus Sundsvall, som sedan 1997 är förlagt till Åkroken. Med anledning av att Mittuniversitetets verksamhet i Härnösand omlokaliserades till Sundsvall inför hösten 2016 har campus Sundsvall utökats med kvarteren Åkanten och Grönborg.
De mest sökta utbildningsprogrammen på campus Sundsvall var sjuksköterskeutbildningen, ekonomprogrammet och journalistprogrammet inför hösten 2015. I Sundsvall ges dessutom lärarutbildningar och utbildningar inom beteendevetenskap, bildjournalistik, grafisk design och kommunikation, industridesign, kriminologi, medie- och kommunikationsvetenskap, naturvetenskap och samhällsvetenskap, samt civilingenjörsutbildningar och andra tekniska utbildningar inom datateknik, elektroteknik, industriell ekonomi, teknisk design, teknisk fysik och teknisk kemi, vid sidan om en rad distansutbildningar.
Mittuniversitetets bibliotek är öppet för allmänheten. Studentkåren i Sundsvall arrangerade evenemang på Sundsvalls kårhus, som under hösten 2016 flyttade sin verksamhet till Grönborg inom campusområdet. Kårhuset gick i konkurs 2019, men nattklubben Medelpads nation rekonstruerades i privat regi.
Forskning som bedrivs vid campus Sundsvall är särskilt koncentrerad på skogsindustri, elektronik och informationsteknologi, men mindre forskargrupper finns även inom bland annat ekonomiska relationer och demokratiforskning.
Universitetet i Sundsvall är sammanbyggt med SCA R&D Centre via en inglasad gångbro. Här bedriver SCA forskning och utveckling inom sina affärsområden i nära samarbete med universitetet. 
Mittuniversitetet samverkar med Sundsvallsregionens arbetsgivare genom IT-företagsföreningen Bron, genom det skogsindustriella företagsnätverket Number One Forest Industry Network, genom företagsinkubatorn BizMaker (före detta vetenskapsparken Åkroken science park) för nystartade företag med koppling till universitetets forskare, samt genom forskningsintitutet Rise. Alla dessa är förlagda till Grönborg.

## Befolkning

### Demografi

#### Stadsdelar
| NYKO | Stadsdelsområde         | Stadsdelar/områden                                                                 | Distrikt                          |
| ---- | ----------------------- | ---------------------------------------------------------------------------------- | --------------------------------- |
| 111  | Bergsåker               | Bergsåkers centrum, Lillhällom, Österro, Huli                                      | Selånger                          |
| 112  | Granlo                  | Granlo centrum, Granlohög, Håkanstå, Högom                                         | Selånger, Sundsvalls Gustav Adolf |
| 114  | Granloholm              | Granloholms centrum, Västra Granloholm, Östra Granloholm                           | Selånger, (Skön)                  |
| 121  | Birsta                  | Sundsvalls externa köpcentrum Birsta                                               | Skön                              |
| 122  | Sundsbruk               | Sundsbruk med omnejd                                                               | Skön                              |
| 123  | Ljustadalen             | Johannedal och Ljustadalen med omnejd                                              | Skön                              |
| 125  | Tunadal                 | Tunadal med Tunadalshamnen och omnejd                                              | Skön                              |
| 131  | Bosvedjan               | Bosvedjans centrum, Bydalen                                                        | Skön                              |
| 132  | Haga                    | Haga centrum, Norrliden, Länssjukhuset Sundsvall-Härnösand                         | Skön, Sundsvalls Gustav Adolf     |
| 133  | Skönsberg               | Skönsbergs centrum, Gärde, Korsta, Sibirien                                        | Skön                              |
| 134  | Heffners-Ortviken       | Norra kajen (Heffners), Ortvikens pappersbruk                                      | Skön, Sundsvalls Gustav Adolf     |
| 141  | Industriområde Skönsmon | Skönsmons industriområde                                                           | Skönsmon, Sundsvalls Gustav Adolf |
| 142  | Skönsmon                | Skönsmons centrum, Kubikenborg, Kumo, Östermalm                                    | Skönsmon                          |
| 151  | Södermalm               | Fagerdal, Södermalm                                                                | Sundsvalls Gustav Adolf           |
| 152  | Sidsjö-Böle             | Böle, Mårtensro, Sallyhill, Sidsjö, Sidsjöhöjden                                   | Sundsvalls Gustav Adolf           |
| 153  | Nacksta                 | Nacksta centrum, Midälva, Nacksta industriområde                                   | Sundsvalls Gustav Adolf, Selånger |
| 161  | Norrmalm                | Alliero, Norrmalm, Västhagen och friluftsområdet Norra berget på Norra stadsberget | Sundsvalls Gustav Adolf           |
| 162  | Centrum                 | Stenstaden, Västermalm, Åkroken, Inre hamnen                                       | Sundsvalls Gustav Adolf           |

#### Befolkningsutveckling
| Befolkningsutvecklingen i Sundsvall 1960–2020                                                                                                 | Befolkningsutvecklingen i Sundsvall 1960–2020 | Befolkningsutvecklingen i Sundsvall 1960–2020 | Befolkningsutvecklingen i Sundsvall 1960–2020 | Befolkningsutvecklingen i Sundsvall 1960–2020 |
| --- | --------------------------------------------- | --------------------------------------------- | --------------------------------------------- | --------------------------------------------- |
| |                                               |                                               |                                               |                                               |
| År |                                               |                                               | Folkmängd                                     | Areal (ha)                                    |
| 1960 | 1960                                          |                                               | 41 891                                        |                                               |
| 1965 | 1965                                          |                                               | 46 406                                        |                                               |
| 1970 | 1970                                          |                                               | 53 599                                        |                                               |
| 1975 | 1975                                          |                                               | 52 268                                        |                                               |
| 1980 | 1980                                          |                                               | 51 282                                        |                                               |
| 1990 | 1990                                          |                                               | 50 378                                        | 2 923                                         |
| 1995 | 1995                                          |                                               | 49 023                                        | 2 705                                         |
| 2000 | 2000                                          |                                               | 48 695                                        | 2 719                                         |
| 2005 | 2005                                          |                                               | 49 339                                        | 2 739                                         |
| 2010 | 2010                                          |                                               | 50 712                                        | 2 746                                         |
| 2015 | 2015                                          |                                               | 57 606                                        | 4 251                                         |
| 2020 | 2020                                          |                                               | 58 813                                        | 4 144                                         |
| Anm.: Sammanvuxen med Stockvik 1970 (åter tätort 1995), med Johannedal, Sundsbruk och Tunadal 2015. Sammanväxt med Timrå och Bergeforsen 2023 |                                               |                                               |                                               |                                               |

## Kultur

### Massmedier

#### Press
Sundsvalls Tidning, grundad 1841, är en del av tidningskoncernen Mittmedia och är den enda dagstidningen sedan Dagbladet lades ner 2015.
I Sundsvall ges även gratistidningen Sundsvalls Nyheter ut.

#### Radio och television
| Frekvens  | Sändningsbeteckning                   | Sändarplats |
| --------- | ------------------------------------- | ----------- |
| 89,7 MHz  | Sundsvall Musikradio                  | Sundsvall   |
| 92,7 MHz  | Sveriges Radio P1                     | Sundsvall   |
| 96,3 MHz  | Rockklassiker                         | Sundsvall   |
| 96,9 MHz  | Sveriges Radio P2                     | Sundsvall   |
| 99,2 MHz  | Sveriges Radio P3                     | Sundsvall   |
| 101,9 MHz | NRJ                                   | Sundsvall   |
| 102,8 MHz | Sveriges Radio P4 (P4 Västernorrland) | Sundsvall   |
| 105,5 MHz | Mix Megapol                           | Sundsvall   |
| 106,6 MHz | Star FM                               | Sundsvall   |
| 107,4 MHz | Rix FM                                | Sundsvall   |

SVT sänder regionala nyheter i SVT Nyheter Västernorrland.

### Museer
Sundsvalls museum grundades i det före detta Riksbankshuset 1956 och flyttades 1986 till de nuvarande lokalerna i det stora komplexet Kulturmagasinet, som är en modern sammanbyggning av fyra hamnmagasin från 1890-talet. Museet är inriktat på senare tiders stads-, regions- och kulturhistoria, men en betydande del utgörs av en konstavdelning med en stor samling av framför allt nyare svensk konst.
Norra berget är Sundsvalls friluftsmuseum beläget på Norra Stadsberget. Museet grundades 1906 med tanken att efterlikna Skansen i Stockholm. Hit har ett 40-tal byggnader flyttats från olika platser i Medelpad, däribland ”Kyrkladan” som daterats till år 1306. Hantverks- och Sjöfartsmuseet är inrymt i ett av husen, ett museum som berättar om näringslivets utveckling i staden på 1700- och 1800-talet. Museet innehar en uppstoppad skvader gjord av konservatorn Rudolf Granberg, ett djur som i en skröna sägs ha skjutits i Lunde skog i nuvarande Timrå kommun.

### Konstarter
Sundsvall har en mängd barer, pubar och nattklubbar i innerstan. Sveriges första internationella kasino öppnade 2001 i Sundsvall. Verksamheten upphörde 2020.  Kasinot var ett av fyra kasinon som drevs av Casino Cosmopol, ett dotterbolag till Svenska Spel.
Tidigare hölls årligen två populära evenemang, Gatufesten och Drakbåtsfestivalen i Sundsvall, som sedermera ersattes av festivalen Sensommar som hålls i juli. I Bergsåker i västra delen av Sundsvalls hålls årligen Selånger marknad.

#### Musik
Sundsvall är också känt som körernas stad, med smeknamnet "Sångsvall". Sundsvalls kammarkör som i flera år leddes av Kjell Lönnå, startade 1965 och håller varje år en jul- och en vårkonsert. I Sundsvall finns också Sundsvalls madrigalkör, KFUM-kören, en av Sveriges största manskörer, studentkören Gungner samt Spectra Gospel.
Vid sågverken hörde det till att det fanns mässingsorkestrar som underhöll vid olika tillfällen. Dessa är nu sedan länge borta. Sedan 1913 finns däremot symfoniorkestern Sundsvalls orkesterförening. Det var med denna som hovsångerskan Hjördis Schymberg, född på Alnö, inledde sin karriär.
Tonhallen är Sundsvalls stora scenhus för konserter, opera och balett. Den ligger i Folkets park, har 800 sittplatser och är hemvist för Sundsvalls Orkesterförening. Byggnaden invigdes den 5 december 1986.
Stadshussalongen mitt i Stenstan är en konsertsal i Stadshuset vid torget som rymmer 300 personer. Vid riktigt stora utomhuskonserter används den centralt belägna fotbollsarenan NP3 Arena, som vid dessa kan hysa en publik på 25 000.
Pipeline på Kyrkogatan 6 har sedan början av 1970-talet stöttat rockmusiken i Sundsvall. Förutom musik i de egna lokalerna arrangerar man på sommaren Rock vid magasinet och ansvarade för två scener under den numera nedlagda Sundsvalls gatufest.
I Sundsvall finns även en professionell kammarorkester. Nordiska Kammarorkestern grundades 1990 och har specialiserat sig på att framföra mycket nyskriven musik.
Bland övriga kända musiker från Sundsvall kan nämnas Helen Sjöholm, Anna Stadling, Yohio, Gina Dirawi, samt banden The Confusions, Garmarna, Supersci och Oh My!.

#### Teater

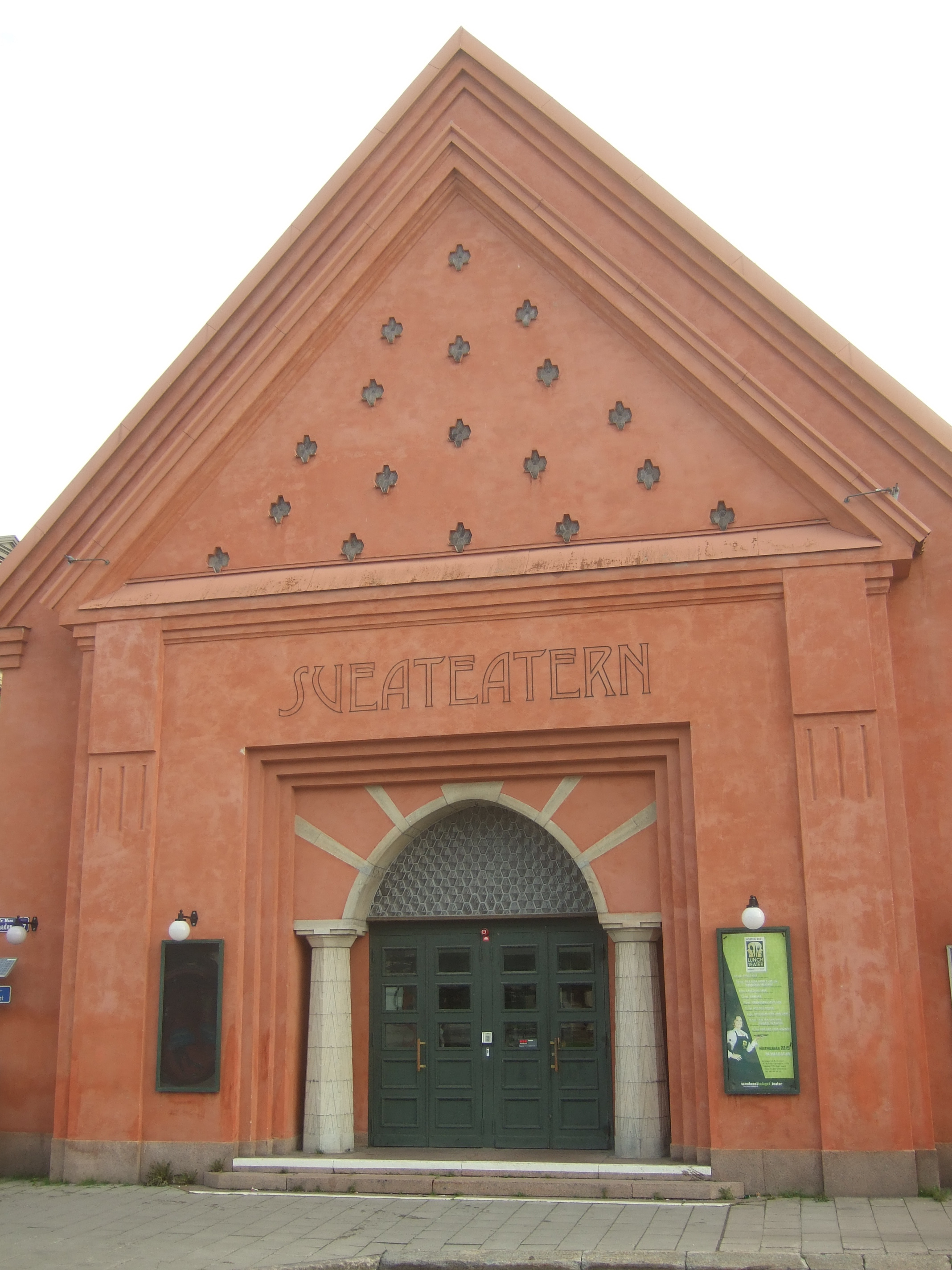
Sveateatern som fram till 1986 också var biograf.

Sundsvall teaterkvarter ligger i Stenstan och har flera scener. På Esplanaden ligger Sveateatern och Sundsvalls teater. Konsertteatern ligger i samma kvarter, men på Köpmangatan. Teaterverksamheten organiseras av Teater Västernorrland som ingår i Scenkonst Västernorrland. Teaterlokalerna drivs av Scenservice, Sundsvalls kommun.
Kvartersteatern Sundsvall är en av Sveriges största och äldsta amatörteaterföreningar, bildades 1979 i samband med hundraårsjubileet av Sundsvallsstrejken och ligger i Kubikenborgs gamla skola i Skönsmon.
På Hotell Södra Berget finns en sal med plats för 400 sittande där bland annat nyårsrevyer som Sundsvallsrevyn hålls.
I Sundsvall finns också flera fria teatergrupper såsom Teater Äsch, Teater Soja och Cirkus Elvira och Teater Åkerman.
I Sundsvall finns även Sundsvalls Stadsrevy som spelar en traditionsenlig revy med premiär varje nyårsafton.

#### Bildkonst
Sundsvalls museum förfogar över en stor samling modern konst bland annat av konstnären Bengt Lindström som hade en ateljé i Essvik utanför Sundsvall. Sedan 2003 ställs årligen Sundsvallsdrakarna ut i Stenstan. Varje drake sponsras av ett lokalt företag och målas av en lokal konstnär eller designer. 
Sundsvalls konstskola bildades 1969 och håller utbildningar inom konstens olika områden.. Konstskolan håller varje år en Vårutställning på Sundsvalls museum.

#### Film
År 1905 öppnades Sundsvalls första biograf, Olympia. Många har kommit och gått genom åren. Bio Drakstaden är idag den enda kvarvarande, med åtta salonger. Sveateatern var tidigare bio, och vid speciella tillfällen visas film även här.
Sundsvalls filmstudio grundades 1945, vilket gör den till den äldsta i sitt slag i Sverige. Filmstudion visar numera sina filmer på Hedbergska skolan.
Film i Västernorrland finns som ett regionalt resurscenter vid Navet i Sundsvall inom Landstinget Västernorrland. Ung Film i Sundsvall finns som ett lokalt center för att ge stöd till unga filmare i samma byggnad.

#### Arkitektur

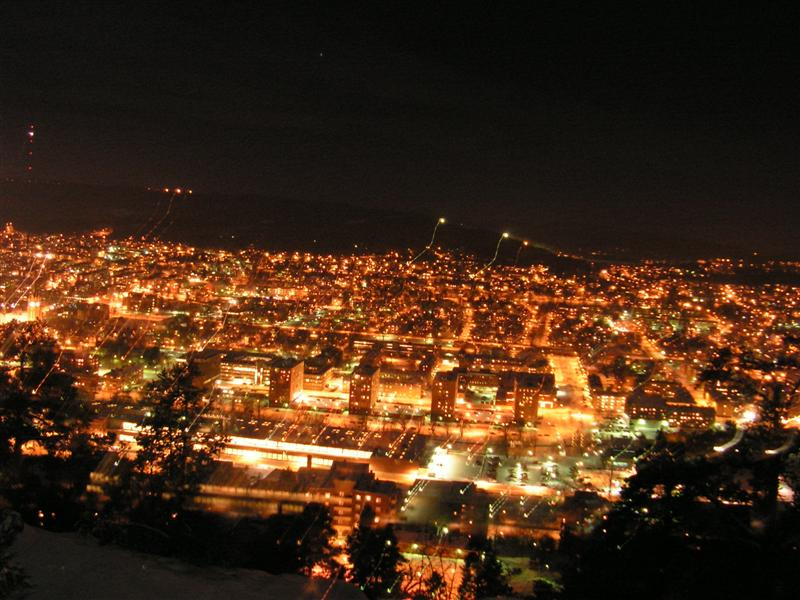
Utsikt från Norra stadsberget.

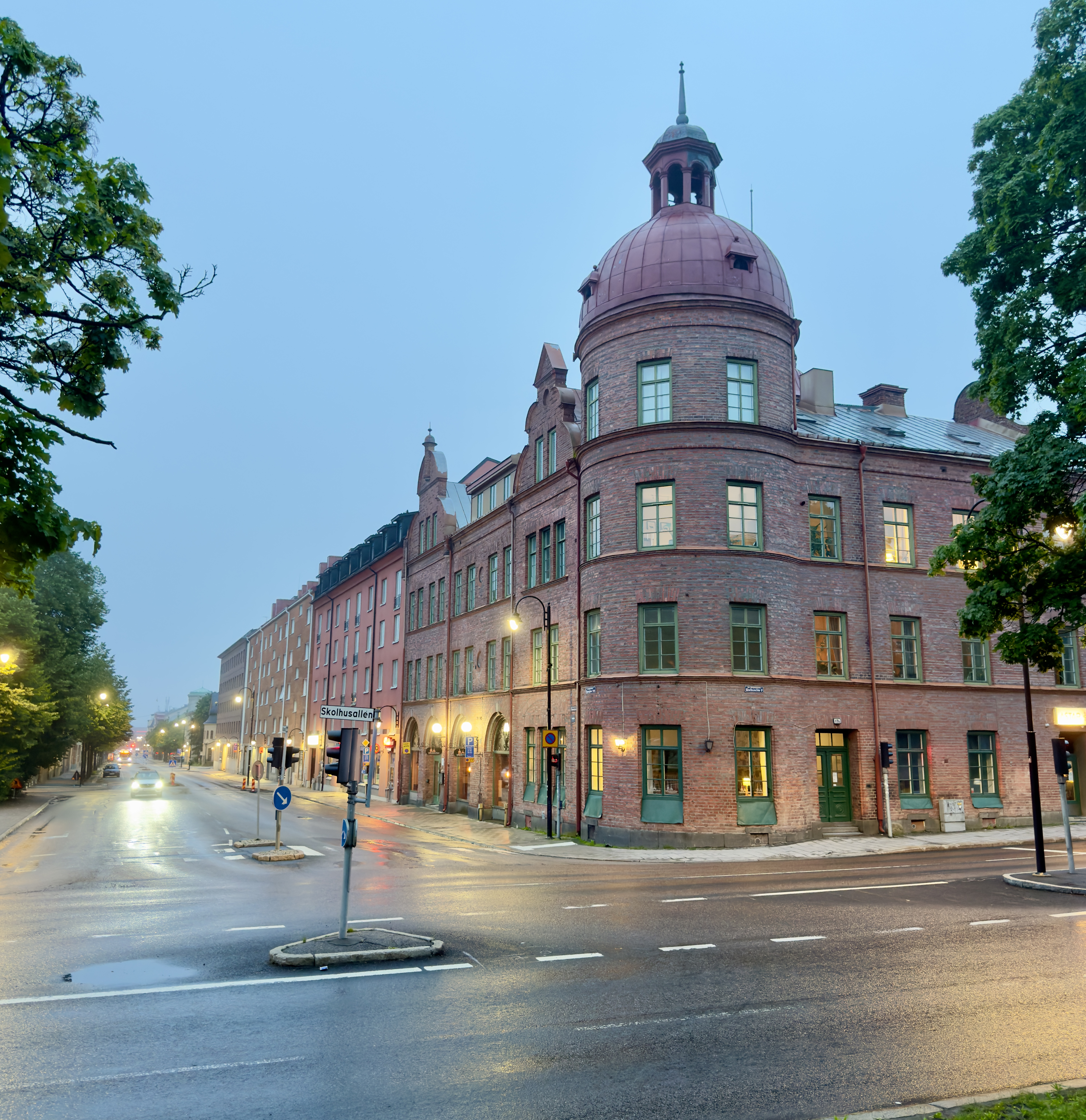
Korsningen mellan Skolhusallén och Köpmangatan i Sundsvall.

Stadsmiljö utbreder sig längs Selångersån, i dalgången mellan Södra och Norra stadsberget. Stadskärnan kallas Stenstaden, och utmärks av välbevarad stenarkitektur som uppfördes efter Sundsvallsbranden 1888 när staden återuppbyggdes av resursstarka byggherrar och välrenommerade arkitekter. Karaktäristiskt för Stenstadens bebyggelse är detaljrikedom i fasader, med färgglatt dekorerade bildfält och tegelbårder, varvat med klassisk putsarkitektur. Tak och takfötter har detaljer som fialer, takskulpturer, vindflöjlar och smidesdekorationer. En tätbebyggd rektangulär stadsplan bryts av öppna torg och esplanader med syfte att hindra stadsbränder.
Prisbelönt arkitektur är kulturmagasinet och Campus Åkroken. Hamnområdet har tidigare varit präglat av industrifastigheter och sjöfart, men utmärks idag av Sundsvallsbron och i allt högre grad av förtätning genom moderna höghus för bostäder. Äldre träbyggnader finns utanför centrum, bland annat de gamla arbetarkvarteren på Södermalm. Kontroversiell rivning genomfördes på 1960-talet av Norrmalmsområdets träbebyggelse, som har ersatts av parkeringshus, kontorshus och hotell.
En stor del av stadens butiker har flyttats från centrum nära en mil norrut till handelsområdet Birsta. Kvar i centrum återstår främst kontor, kultur, restauranger och bostäder. Sundsvall marknadsförs som Drakstaden. Sommartid kan barn klättra på ett stort antal drakskulpturer i stadskärnan.
Sundsvalls stadskärna blev riksintresse enligt beslut av Riksantikvarieämbetet 1996. Sundsvall utsågs till Sveriges vackraste stad 2017 i en omröstning anordnad av föreningen Arkitekturupproret.

### Sport
Sundsvall har framför allt varit en vintersportort. Många arrangemang har hållits genom åren. 1887 hölls den första kända tävlingen i skidorientering i Sundsvall och 1997 var Sundsvall värd för European Youth Olympic Festivals tredje vinterspel. SM-veckans vintersporter hölls i Sundsvall 2009, 2011 och 2019 samt sommarsporter 2015. För vintersporttävlingarna används Södra Stadsbergets anläggningar. Här finns bland annat den 650 meter långa Sundsvalls slalombacke, som har en fallhöjd på 142 m.
Bergsåkers travbana är Sveriges fjärde största travbana med 62 tävlingsdagar per år. Travbanan invigdes 1932.
Gärdehov är Sundsvalls stora idrottsarena, belägen i Gärde i norra delen av staden. Här finns bandyplan och skridskooval, två ishallar, curlinghall och en fullstor inomhushall för fotboll Nordichallen, som även används till större evenemang som exempelvis Melodifestivalen (deltävlingar 2002, 2003 och andra chansen 2011), Gladiatorerna och olika mässor. Anläggningens ishall är hemmaarena för IF Sundsvall Hockey. Bandyplanen är hemmaarena för Selånger SK Bandy
NP3 Arena är en fotbollsarena belägen i innerstaden nedanför Norra berget. Den stod färdig den 6 augusti 1903. Senaste ombyggnaden skedde 2001-2002 då arenan fick sitt nuvarande utseende. Arenan är hemmaarena för fotbollsklubbarna GIF Sundsvall och Sundsvalls DFF men den används också vid större pop- och rockkonserter, som festivalen Sensommar.  Baldershovs IP i Haga är hemmaarena för IFK Sundsvall i fotboll, Sundsvalls friidrott och Sundsvalls tennisklubb.
Väster om Sundsvall återfinnes en permanent dragracingbana, Sundsvall raceway, på före detta Sättna flygfält.
Några större arrangemang i urval:
- Drakloppet är en terränglöpningstävling som går i olika klasser med sträckor upp till 10 km genom Sundsvall. Loppet ingår som deltävling i Salomon Trail Tour.[153]
- Sundsvall Open Trot är en årligt återkommande internationell travtävling på Bergsåkers travbana. Arrangemanget räknas som Norrlands största sportevenemang
- SCA-cupen är sedan 1974 en årligen återkommande hockeytävling som arrangeras av Sundsvall Hockey. I tävlingen blir det länsderby mellan Västernorrlands elitlag, Timrå IK och MODO.
- Medelpads idrottsgala är en årligt återkommande idrottsgala [154] som hålls på Hotell Södra Berget för att främja och belöna engagemang och prestationer. Överskottet från galan ges till olika projekt som görs för att utveckla och stärka idrotten i landskapet.
- Sundsvall Cup är Norrlands största handbollsturnering som arrangeras av Sundsvalls handbollsklubb med tillresta deltagare från norra skandinavien.